# Schloss Weesenstein

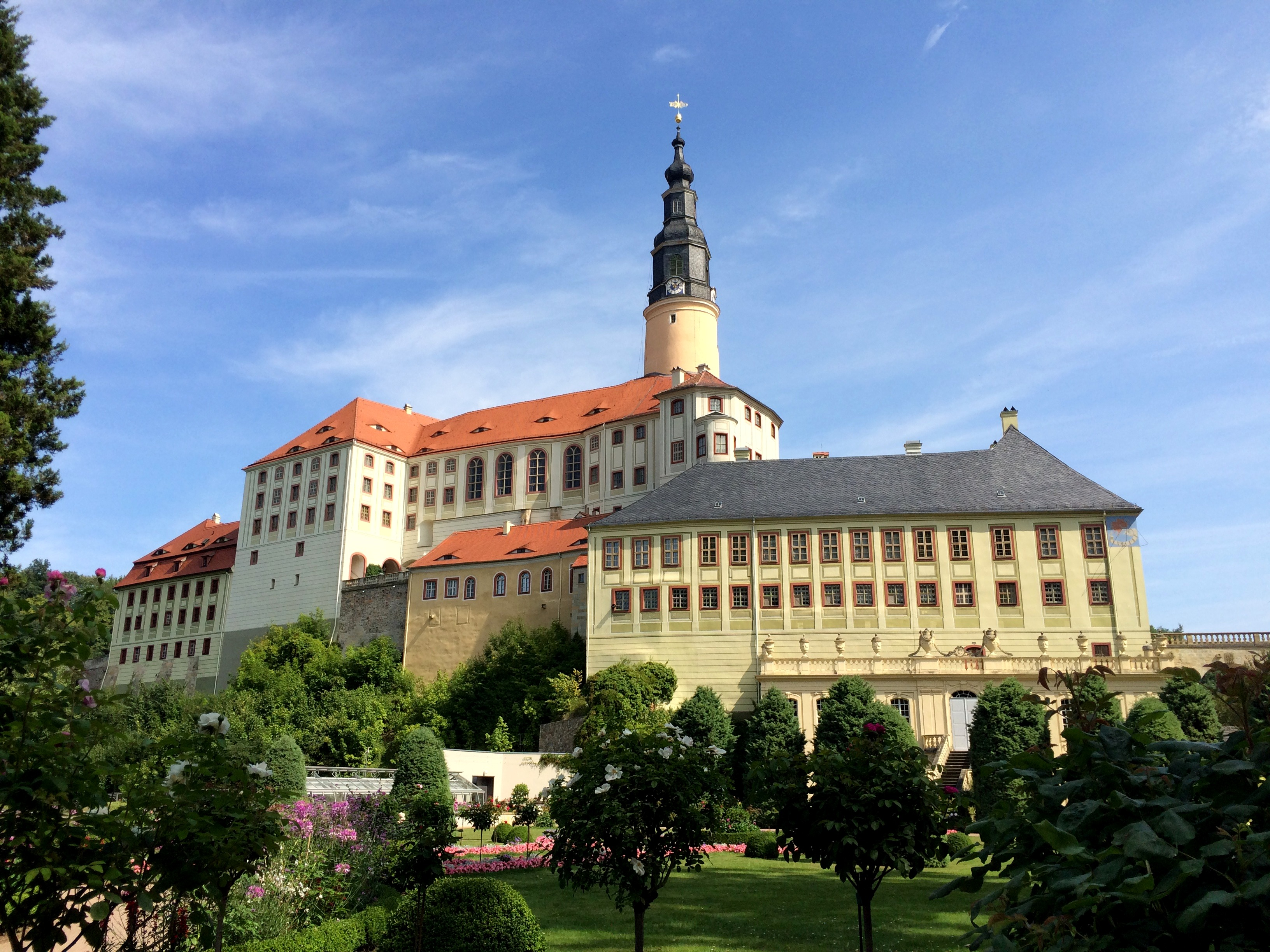
Gesamtansicht vom Schlosspark aus

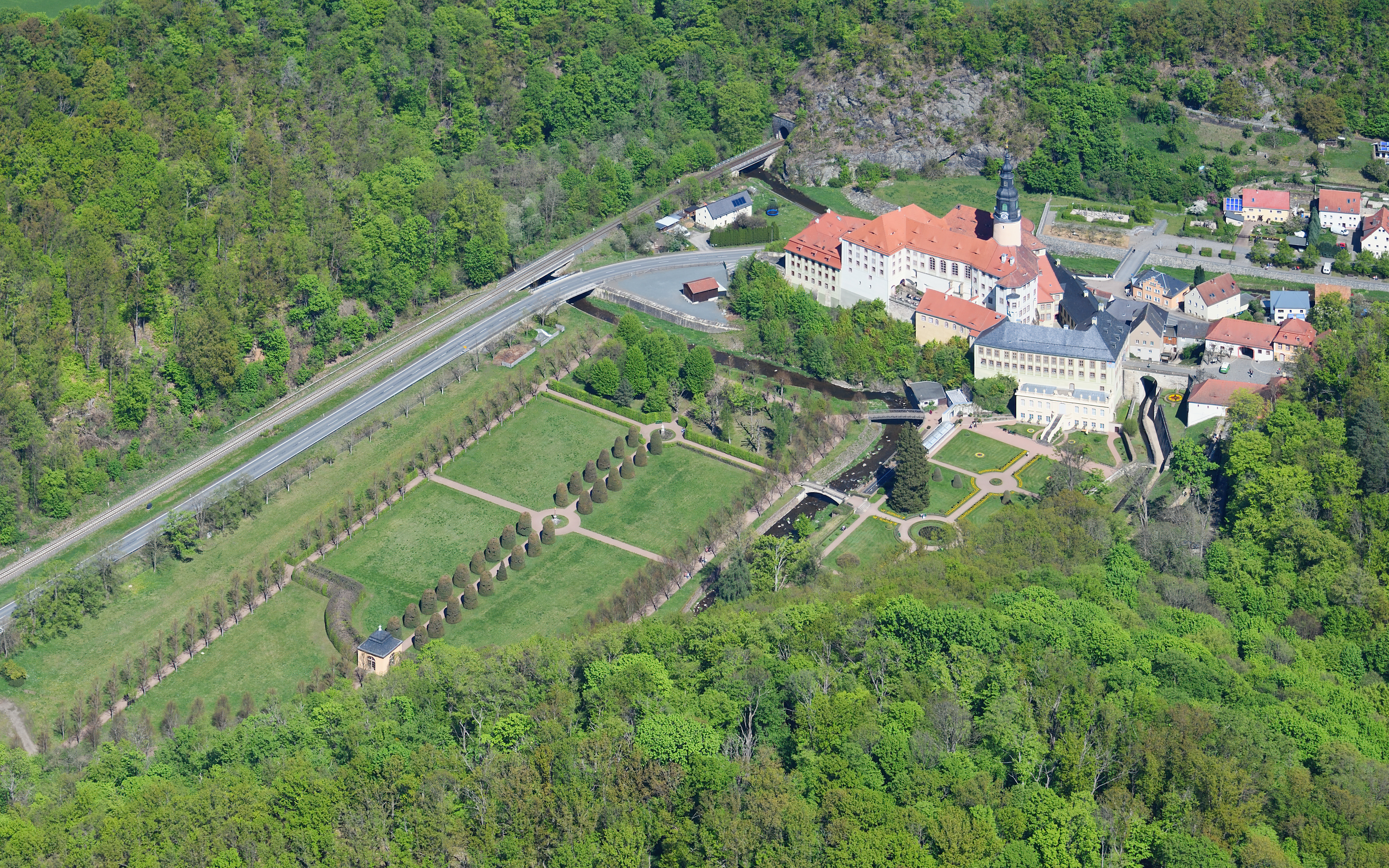
Luftbild des Schlosses und des Schlossparks

Schloss Weesenstein erhebt sich auf einem Felsvorsprung aus Knotenglimmerschiefer mit Quarziteinlagerungen über dem Tal der Müglitz etwa 3 km südlich von Dohna im Ortsteil Weesenstein der Gemeinde Müglitztal. Es diente über Jahrhunderte als Wohnsitz lokaler Adelsgeschlechter, aber auch des Fürstenhauses der Wettiner. Der bekannteste Schlossbesitzer war König Johann von Sachsen, der dort Werke von Dante Alighieri übersetzte und in seinen Abendgesellschaften diskutierte. Bemerkenswert an der Schlossanlage sind unter anderem die originalen Möbel- und Tapetenausstattungen, die von der adeligen Wohnkultur früherer Besitzer zeugen, die Schlosskapelle sowie der im Stil des Klassizismus errichtete Wintergarten.

## Geschichte
Die erste urkundliche Erwähnung des Schlosses datiert auf den 17. Dezember 1318 im Zusammenhang mit dem Hilfe- und Dienstgelöbnis des Burggrafen Otto von Dohna gegenüber dem Meißner Markgrafen Friedrich dem Freidigen. Der Name Weesenstein ist vermutlich auf das bereits genannte Quarzitgestein im Felsen zurückzuführen. Dieses auch als „falscher Opal“ bezeichnete Gestein hieß früher „Wese“ oder „Waise“, was sicherlich auch auf die weiße Farbe des milchweißen Opals zurückzuführen ist. Dadurch variiert der Name nur wenig: Weysinberg, Weisinsteyn, Wesinstein, Weysinstein, Weißenstein usw. Vom 16. bis zum 18. Jahrhundert findet sich fast durchgängig der Name Wesenstein, und schließlich seit Beginn des 19. Jahrhunderts setzte sich die Schreibweise Weesenstein durch (1850 auch amtlich). Es ist wahrscheinlich, dass Schloss und das umliegende Land um 1275 gemeinsam mit Rabenau als Mitgift der Tochter des Burggrafen Meinhers III. von Meißen in die Ehe mit Burggraf Otto dem Älteren von Dohna eingebracht wurde und somit in den Besitz der Burggrafen von Dohna gelangte.
Gottfried Semper datierte die erste Anlage des Schlossturms in das 10. Jahrhundert, allerdings fehlt dafür jeglicher Beweis. Wahrscheinlich beruhte diese Annahme auf der Vermutung, dass im 10. Jahrhundert König Heinrich I. während seiner Ostexpansion in dieser Region erste Grenzfesten anlegen ließ.
Bei Dohna gabelte sich der Straßenzug nach Böhmen in einen östlichen Weg über Berggießhübel und Peterswald (Kulmer Steig, Königsweg) und einen westlichen Weg über das Müglitztal nach Burkhardswalde, Liebstadt, Breitenau und Fürstenwalde. Dabei ist nicht überliefert, welche dieser Routen zum Beispiel während der Heerzüge Kaiser Heinrichs III. (1040), Wiprechts von Groitzsch (1107) oder König Lothars III. (1126) genutzt wurden. Sicher ist jedoch, dass der Weg über Weesenstein seit dem 13. Jahrhundert als Handelsweg bevorzugt genutzt wurde, was die Entstehung von Schloss Weesenstein in dieser Zeit begründen würde.
In der Dohnaischen Fehde (1389–1402) litt auch Schloss Weesenstein sehr. Noch 1405 musste es durch einen Heerzug von Günther von Bünau und Otto Pflugk für die Wettiner erobert werden. Die wettinischen Markgrafen belehnten Günther von Bünau 1406 für seine Unterstützung gegen die Dohnaer Burggrafen unter anderen auch mit Weesenstein. Im Vertrag von Eger vom 25. April 1459 wurde Weesenstein formal als Erbe der Krone von Böhmen bezeichnet. Um weitere Konflikte zu vermeiden, verzichtete König Georg von Böhmen auf weitere Ansprüche. Die Oberlehnshoheit blieb aber „de jure“ bestehen und erlosch erst 1809. Immerhin bis 1772 blieb Weesenstein im Besitz der Familie von Bünau, wenn auch in wechselnden Familienlinien.
Nach der Dohnaischen Fehde war der Hussiteneinfall um 1429 die nächste kriegerische Zeit, die Weesenstein Plünderungen und Zerstörungen brachte. Heinrich (I.) von Bünau gelang es recht schnell, diese Schäden zu beseitigen. Allerdings galt er bei seinen Nachbarn als ausgesprochen streitsüchtig, was zu vielen Beschwerden führte. Sogar die Geistlichkeit führte beim Bischof zu Meißen Beschwerde, ohne dass dieser abgeholfen werden konnte. Dadurch wurde das gerade tagende Konzil von Basel mit dieser Angelegenheit befasst und Heinrich von Bünau als frevelhafter Beschädiger des meißnischen Klerus mit dem Kirchenbann belegt. Da keine weiteren Zeugnisse zu diesem Geschehen belegt sind, wurde wohl doch ein Vergleich gefunden.
Die Lehnbriefe aus dieser und der späteren Zeit weisen die Besitzer von Weesenstein (hauptsächlich die Familie von Bünau) auch als Besitzer einer Vielzahl von Dörfern, Diensten usw. aus. Dazu gehörten Schloss und Stadt Liebstadt, Burkhardswalde, Falkenhain, Nentmannsdorf, Friedrichswalde, Borna usw. bis hin zu Anteilen an Gottleuba und den dortigen Bergwerken und viele weitere Besitzungen im Leipziger Raum und in Thüringen. Dieser Besitz wurde je nach Bedarf erweitert oder auch verkauft.
Am erfolgreichsten in diesem Zusammenhang war wohl Rudolf (II.) von Bünau (1486–1543). Obwohl er als eines von sieben Geschwistern nur das Stammschloss mit den umliegenden Dörfern erhielt, erweiterte er den Besitz um Lauenstein (Schloss und Stadt), Falkenhain, Burkhardswalde, Biensdorf, Röhrsdorf, Ober-Meusegast, Seitenhain, Luga, Seidewitz, Friedrichswalde, Hausdorf, Teile von Gottleuba, Zitzschewig und Dohna, Hosterwitz, Laubegast, Zschachwitz sowie um eine Reihe verschiedener Rechte (z. B. Fischereirecht). Für 39.000 Gulden erwarb er schließlich 1534 die böhmische Herrschaft Tetschen (Děčín).
Am 2. April 1504 erhielt Weesenstein von Bischof Johann VI. von Meißen das Recht, in der im selben Jahr gegründeten Schlosskapelle Gottesdienste für die Herrschaft und die Dienerschaft abzuhalten. Damit bildete das Schloss eine eigene Pfarrei, die immerhin bis 1870 bestand. Anfangs wurden die geistlichen Verrichtungen vom Pfarrer von Dohna wahrgenommen. 1517 genehmigte Papst Leo X. die Anstellung eines Schlossgeistlichen, der unter der Kollatur des Schlossherrn stand.
In der Reformationszeit versuchten die katholischen Schlossherrn sich den lutherischen Bestrebungen in Sachsen zu widersetzen. Erst in der Regierungszeit des protestantischen Herzogs Moritz von Sachsen (1541 bis 1553) mussten Rudolf (II.) und Heinrich (II.) von Bünau ihren Widerstand aufgeben. Im Dreißigjährigen Krieg, besonders in den Jahren von 1631 bis 1643, wurde Weesenstein durch die plündernde schwedische Soldateska schwer verwüstet. Der Höhepunkt des Elends wurde 1639 erreicht, als die Schweden über mehrere Monate die Umgebung von Pirna brandschatzten. Mit dem Übergang der Herrschaft Weesenstein auf die Familie von Uckermann kam es verstärkt zu Streitereien und gelegentlich zu Gewalttätigkeiten mit den Gutsuntertanen. Dies führte schließlich 1775 zu einem offenen Aufruhr, da sich die Bauern durch die ihnen aufgebürdeten Frondienste übermäßig beschwert glaubten.
Auch zu Beginn des Siebenjährigen Kriegs (1756) wurde Weesenstein durch sächsische und preußische Truppen und in den Napoleonischen Kriegen besonders im Jahr 1813 durch Franzosen, Österreicher und Russen schwer heimgesucht.
Nach den Freiheitskriegen war Weesenstein oft Schauplatz glänzender Feste und gelangte so auch in den Blickwinkel der königlichen Familie. 1830 kaufte schließlich König Anton der Gütige das Schloss. Nachdem 1838 Prinz Johann, der spätere König, Weesenstein übernommen hatte, hielt er sich sehr oft hier auf. So entstanden hier auch wesentliche Teile seiner Übersetzung von Dante Alighieris „Göttlicher Komödie“. 1870 genehmigte er die Vereinigung der Schlossgemeinde und der nach Dohna eingepfarrten Dorfgemeinde zu einer einheitlichen Parochie. Die neue Gemeinde durfte die Schlosskirche für die Gottesdienste und die sonstigen geistlichen Amtshandlungen nutzen. Auch erhielt sie einen eigenen Friedhof. Die Kollatur wurde dem jeweiligen Besitzer des Schlosses übertragen. Heute gehört die Schlosskapelle zu dem Pfarrbezirk Burkhardswalde. Es finden regelmäßig Andachten und Konzerte statt.
Nach dem Ersten Weltkrieg gelangte das Schloss in bürgerliche Hände und 1933 schließlich in den Besitz des Landesvereins Sächsischer Heimatschutz. Dieser richtete im Schloss ein erstes Museum ein. Im Zweiten Weltkrieg diente Weesenstein als ein Hauptdepot für etwa 450.000 Kunstschätze aus Dresdner Museen (zum Beispiel aus dem Kupferstichkabinett, der Gemäldegalerie und der Porzellansammlung). Durch den Einbau entsprechender Sicherungstechniken sowie die Betreuung durch Mitarbeiter der Dresdener Kunstsammlungen konnte das Schloss den Krieg gut überstehen. Das Schloss war auch Sitz des „Sonderbeauftragten des Führers“ für das Führermuseum Linz.
Nach dem Krieg wird der Landesverein Sächsischer Heimatschutz enteignet. Zwar weder verboten noch aufgelöst, verlor der Verein seine Arbeitsfähigkeit. Das Schloss, das sich in seinem Besitz befand, übernahm zunächst das Land Sachsen, später die Dresdner Kunstsammlungen und schließlich die Gemeinde Weesenstein.
Von 1945 bis 1950 diente das Schloss als Notunterkunft für ausgebombte Dresdener und Vertriebene aus den deutschen Ostgebieten. Unter anderem lebte und arbeitete von 1946 bis 1948 Walter Timmling (1897–1948) auf dem Schloss. Ca. 40 Bilder des Dresdener Malers der Neuen Sachlichkeit befinden sich heute in den Sammlungen des Schlosses Weesenstein.
Das Museum wurde 1952 wieder eröffnet. Im zunehmenden Maße, besonders seit Mitte der 1970er Jahre, fehlten jedoch die Mittel für notwendige Sanierungsarbeiten. Erst seit der Wiedervereinigung wurden durch den Freistaat Sachsen wieder Mittel für umfangreiche Sanierungs- und Restaurierungsarbeiten zur Verfügung gestellt. Diese konnten bis zum Frühjahr 2015 in weiten Teilen abgeschlossen werden. Insgesamt investierte der Freistaat Sachsen zwischen 1991 und 2015 etwa 27 Millionen € in die Sanierung und bauliche Erhaltung von Schloss Weesenstein. Im Zuge der Sanierung wurden unter anderem wertvolle Wandmalereien und Raumausmalungen aus dem 15. und 16. Jahrhundert entdeckt und den Besuchern zugänglich gemacht.
Die Jahrhundertflut im August 2002 wütete in der Gemeinde Weesenstein besonders heftig und vernichtete unter anderem auch den Schlossgarten vollständig. Der schlossnahe Teil war schon seit 2003 wieder begehbar, der übrige Teil konnte im Frühjahr 2007 fertiggestellt werden.

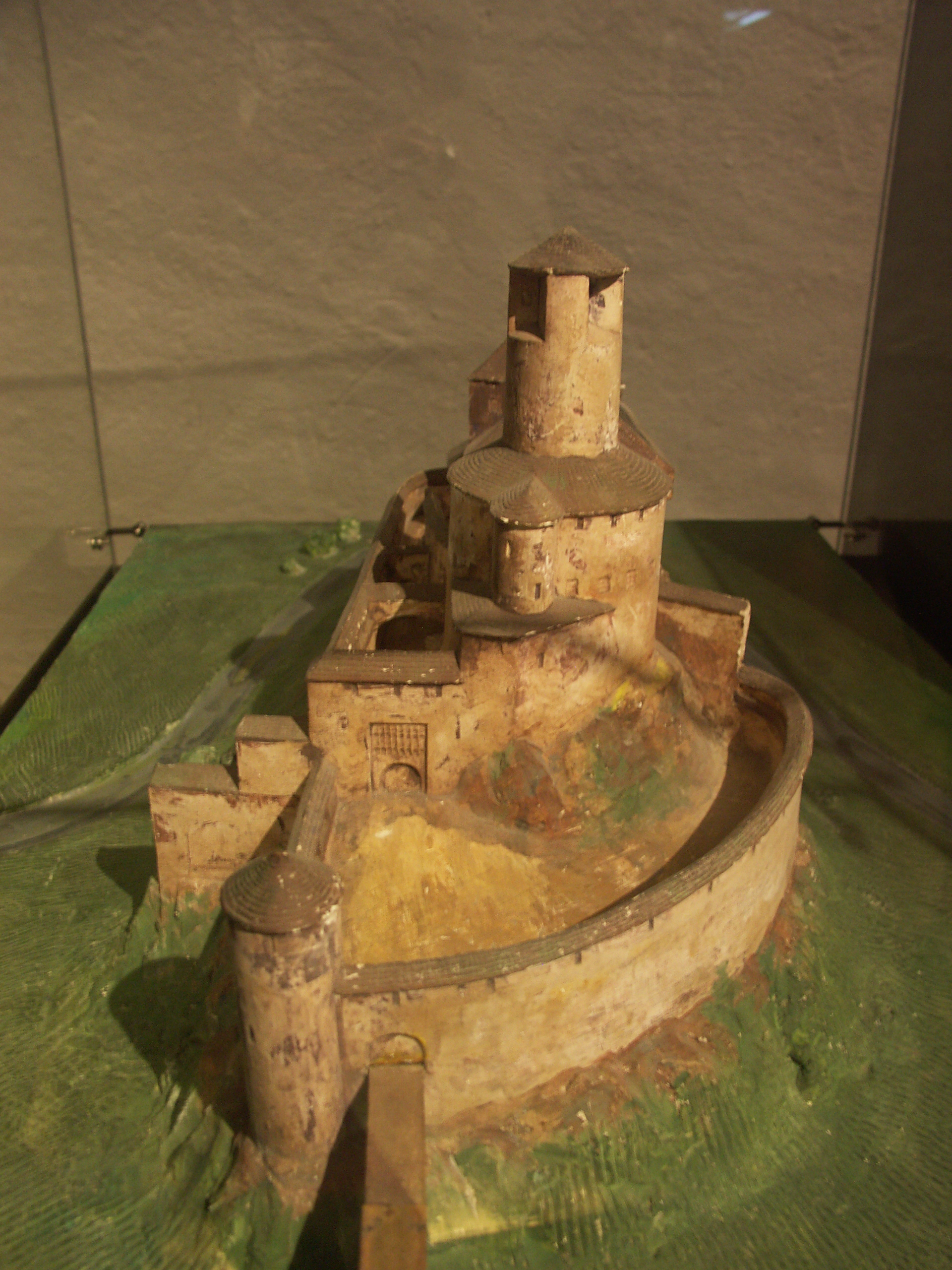
Modell von Schloss Weesenstein im Mittelalter
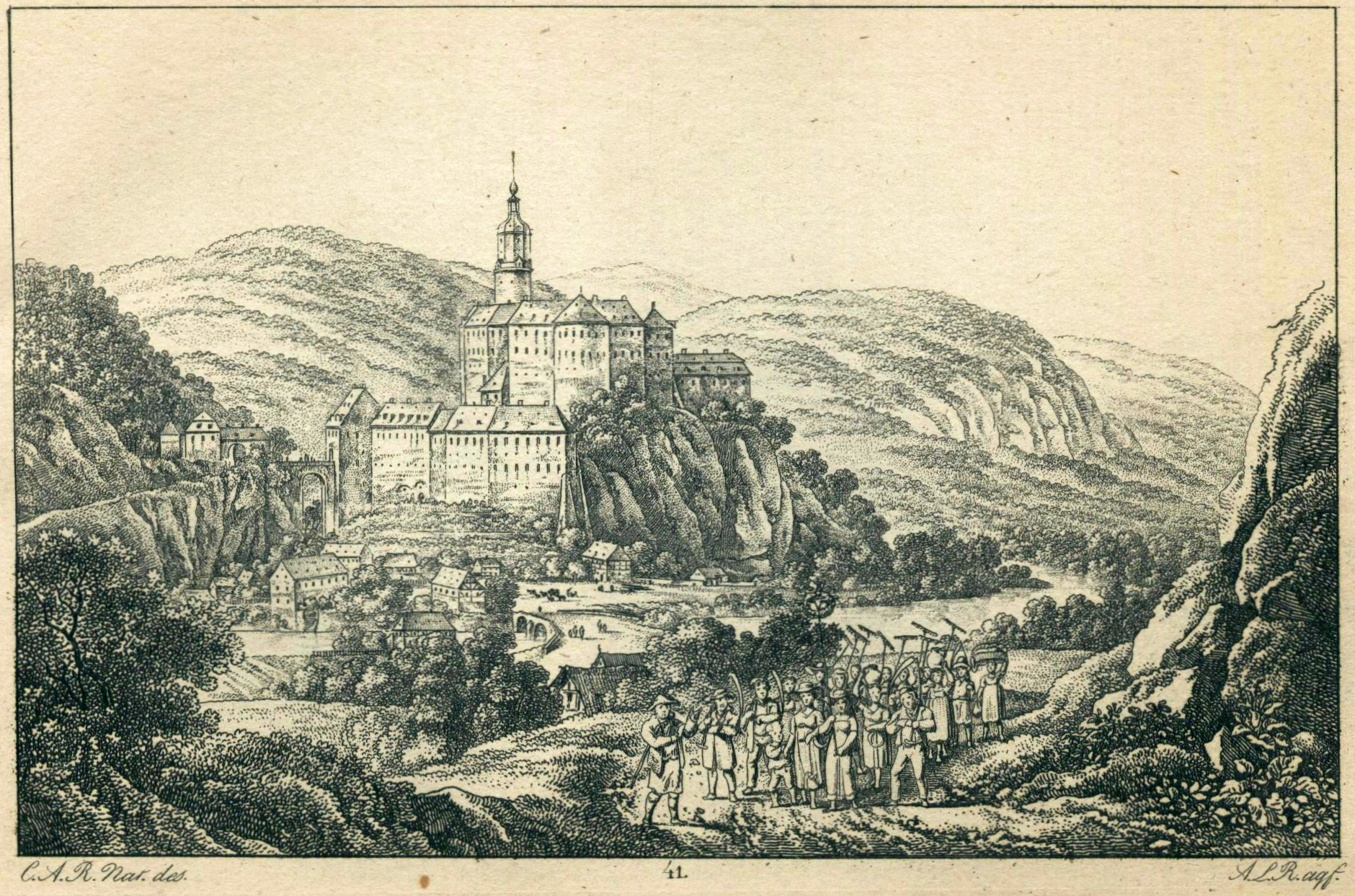
Ansicht des Schlosses um 1820
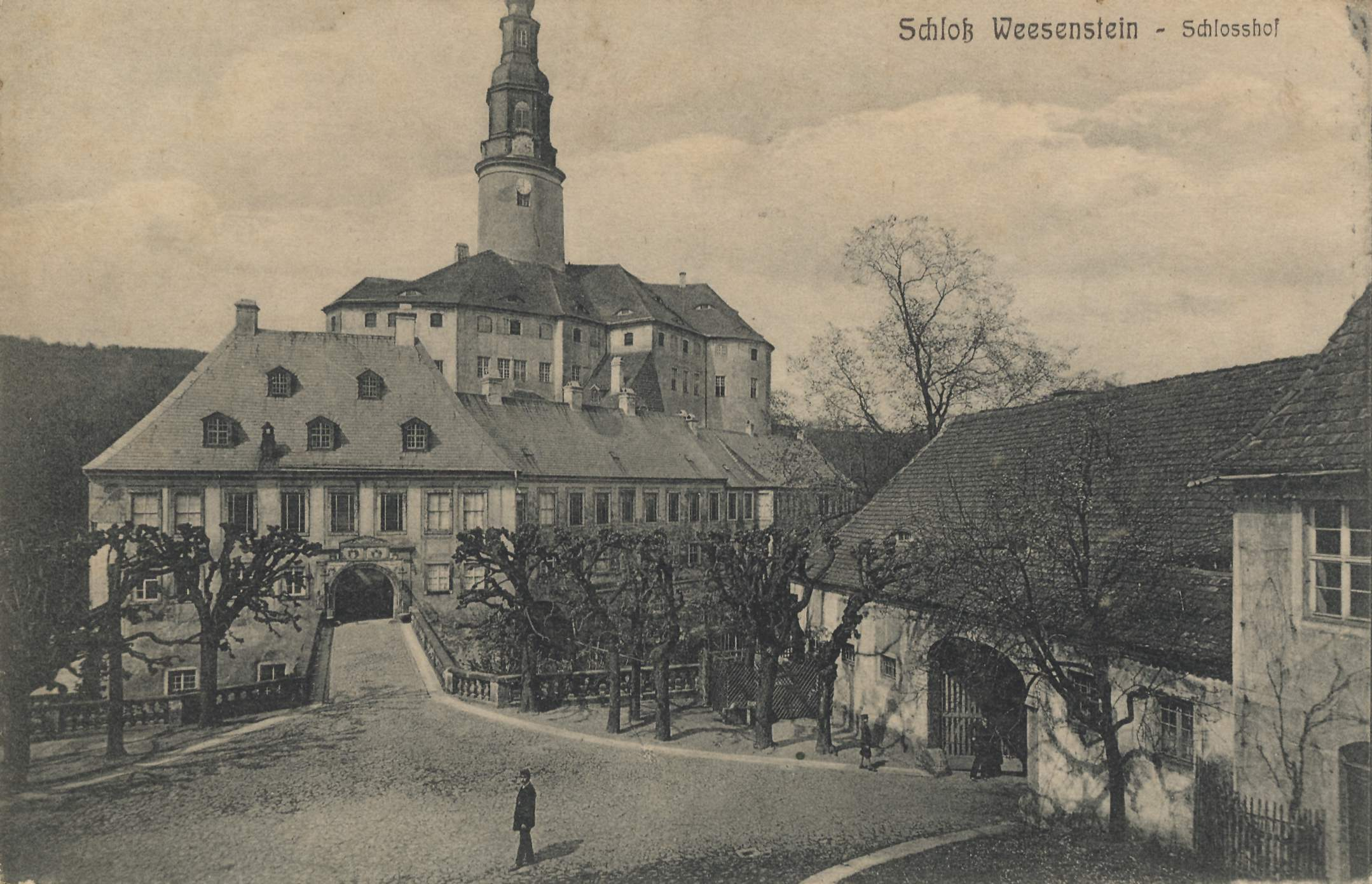
Blick vom Vorhof zum Schluss um 1900
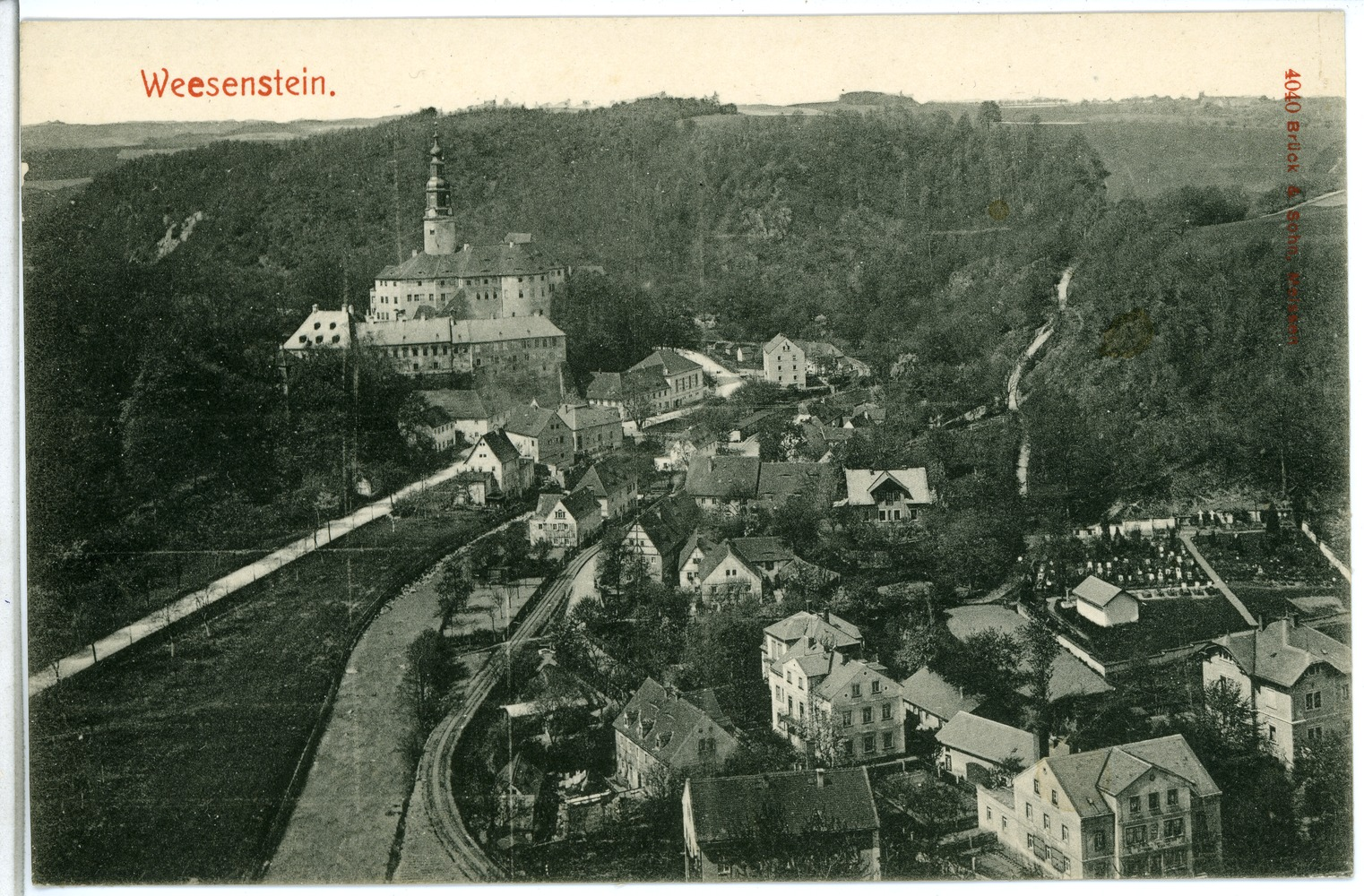
Schloss und Dorf Weesenstein um 1903
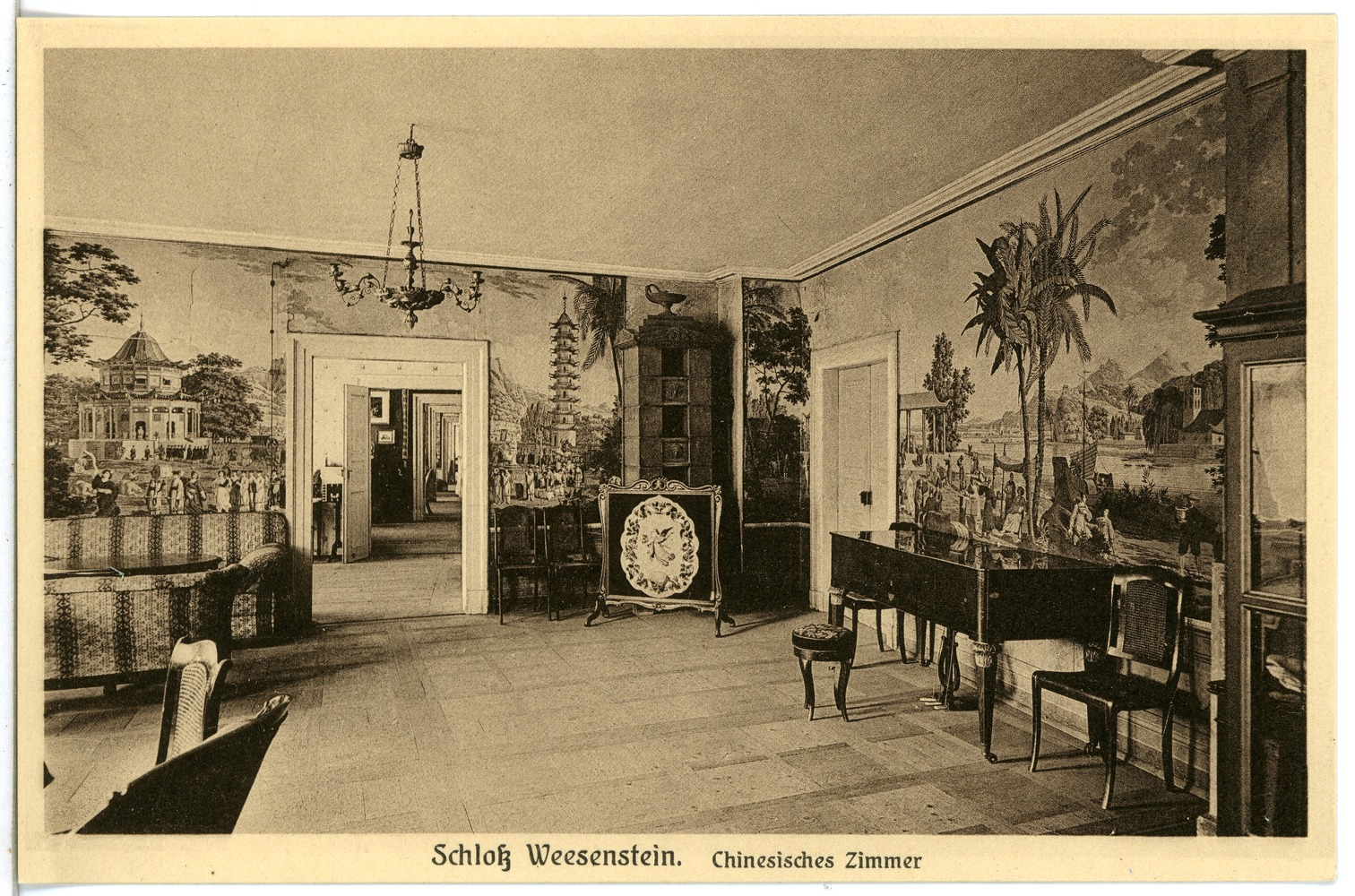
Historische Aufnahme des Chinesischen Zimmers (1927)
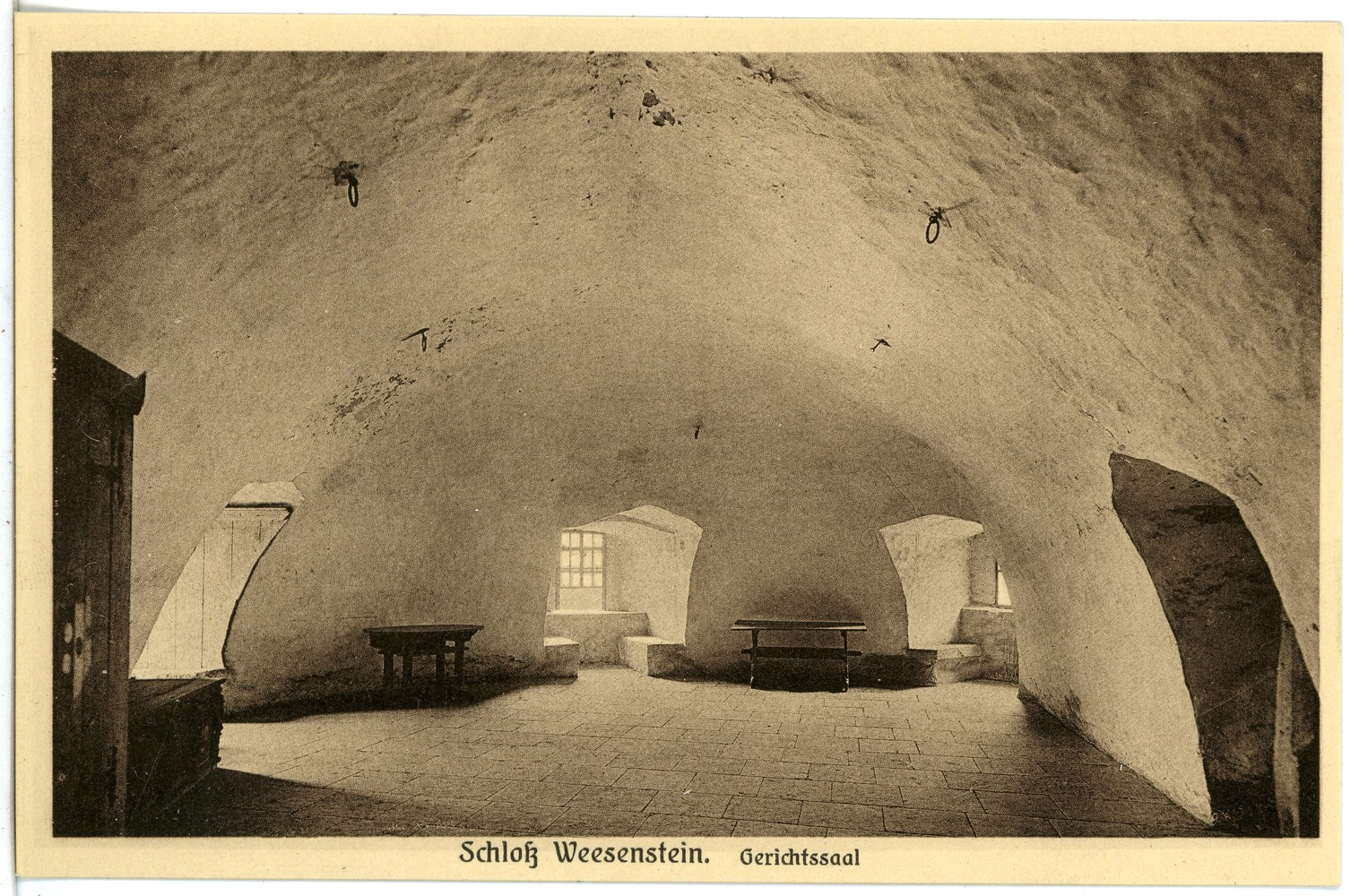
Historische Aufnahme des Gerichtssaals (1927)
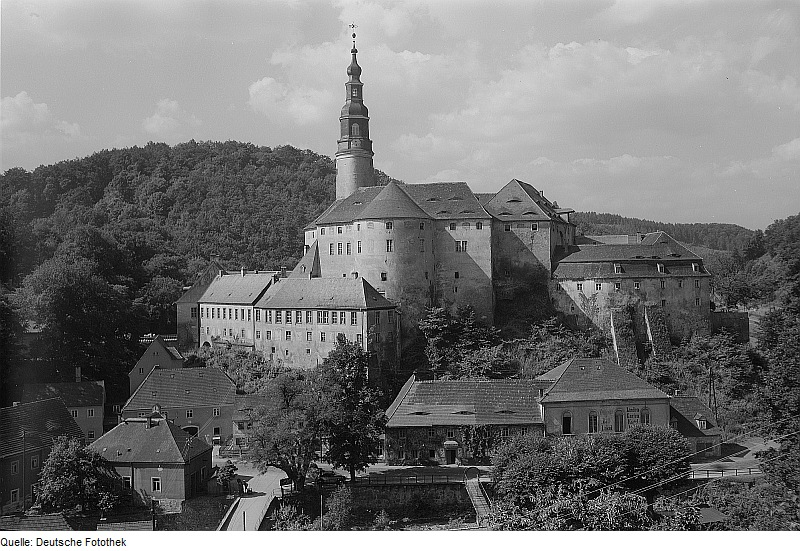
Ansicht des Schlosses zu DDR-Zeiten
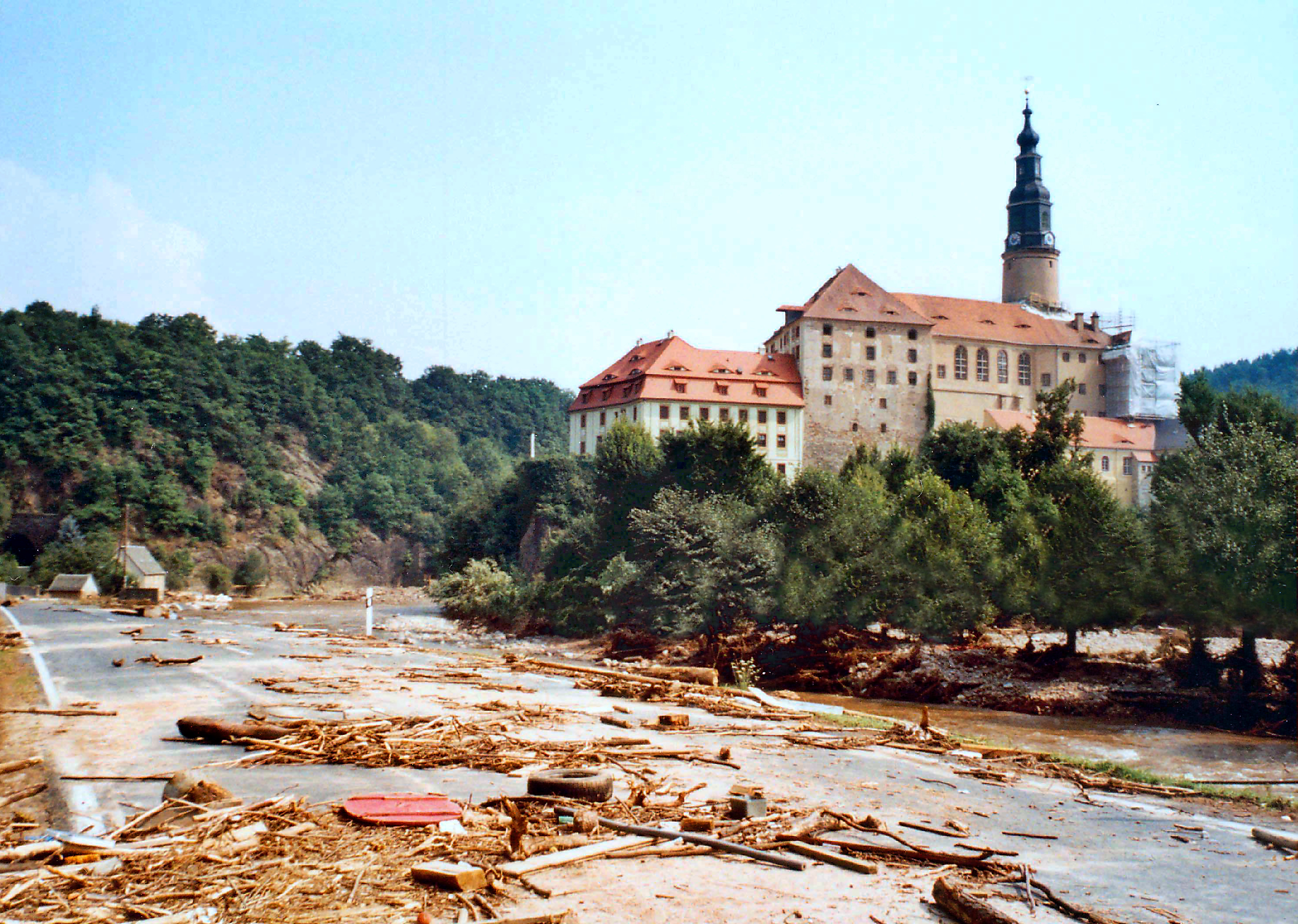
Aufnahme kurz nach der Jahrhundertflut im August 2002

### Besitzer in chronologischer Reihenfolge
- um 1275: Burggraf Otto III. der Ältere (urkundlich erst am 17. Dezember 1318)
- bis 1385: Burggraf Otto Heyde I. und Otto Heyde II. von Dohna (letzterer wahrscheinlich 1386 in Gefangenschaft verstorben)
- bis 1394: Erbschaftsstreitigkeiten zwischen den Söhnen Otto Heyde II. (Otto Heyde III., Jeschke, Otto Mul, Jan)
- 1394: Weesenstein kommt zum Erbteil von Jeschke (wird im Dezember 1403 nach Flucht über Weesenstein und Königstein in Ofen (heute Budapest) enthauptet)
- 1402: Markgraf Wilhelm I. von Meißen im Ergebnis der Dohnaischen Fehde
- 14. November 1406: Lehnbrief für Günther (I.) von Bünau (gestorben 1428)
- 1428 bis 1467: Heinrich (I.) von Bünau (Sohn Günthers (I.) von Bünau)
- 1467 bis 1486: Rudolf (I.) von Bünau (Sohn Heinrich (I.) von Bünau)
- 1486 bis 1543: Rudolf (II.) von Bünau (zweiter Sohn Rudolf (I.) von Bünau)
- 1543 bis 1570: Heinrich (II.) von Bünau (ältester Sohn Rudolf (II.) von Bünau)
- 1570 bis 1626: Rudolf (III.) von Bünau (einziger Sohn von Heinrich (II.) von Bünau); stirbt 1626 kinderlos; Aussterben der Weesensteiner Linie der Familie von Bünau
- 1626 bis 1658: Heinrich (III.) von Bünau (Lauensteiner Linie)
- 1658 bis 1674: Günther (II.) von Bünau (einziger Sohn des Vorigen)
- 1674 bis 1700: Rudolf (IV.) von Bünau (einziger Sohn des Vorigen)
- 1700 bis 1719: Günther (III.) und Heinrich (IV.) von Bünau (Söhne des Vorigen)
- 1719: Verkauf an Henrica Helena von Bünau (geborene Vitzthum von Eckstädt) für 100.000 rheinische Gulden
- 1729: Verkauf an Rudolf (V.) von Bünau (jüngere Lauensteiner Linie; Ehemann der Vorigen); gestorben 1752
- 1752 bis 1772: Rudolf (VI.) von Bünau (einziger Sohn des Vorigen); muss 1772 Weesenstein für 100.000 rheinische Gulden verkaufen
- 1772: Johanna Christiane Freifrau von Uckermann (Gemahlin des hessischen Geheimrates und Generalpostintendanten Baron Johann Jacob von Uckermann) und ihr Sohn Jakob von Uckermann (ab 1789)
- 22. Juli 1830: Verkauf an König Anton den Gütigen (Haus Wettin) für 325.000 Taler
- 1836 bis 1838: Prinz Maximilian (Bruder des Vorigen)
- 1838 bis 1873: Prinz Johann, ab 1854 König von Sachsen
- 1873 bis 1904: Prinz Georg, ab 1902 König von Sachsen
- 1904: Prinz Johann Georg (zweiter Sohn des Vorigen)
- 27. Dezember 1917: Verkauf an den Geheimen Kommerzienrat Alwin Bauer aus Niederlößnitz für 1,9 Mio. Mark.
- Frühjahr 1934: Verkauf an den Landesverein Sächsischer Heimatschutz
- 1947: Übernahme der Trägerschaft durch das Land Sachsen, da der obige Verein als nicht mehr existent erklärt wurde.
- 1952: Das Museum wird von den Staatlichen Kunstsammlungen Dresden übernommen
- 1954: Trägerschaft durch die Gemeinde Weesenstein
- ab 1992: Trägerschaft durch den Freistaat Sachsen, ab 1993 Verwaltung durch den Staatsbetrieb Staatliche Schlösser, Burgen und Gärten Sachsen

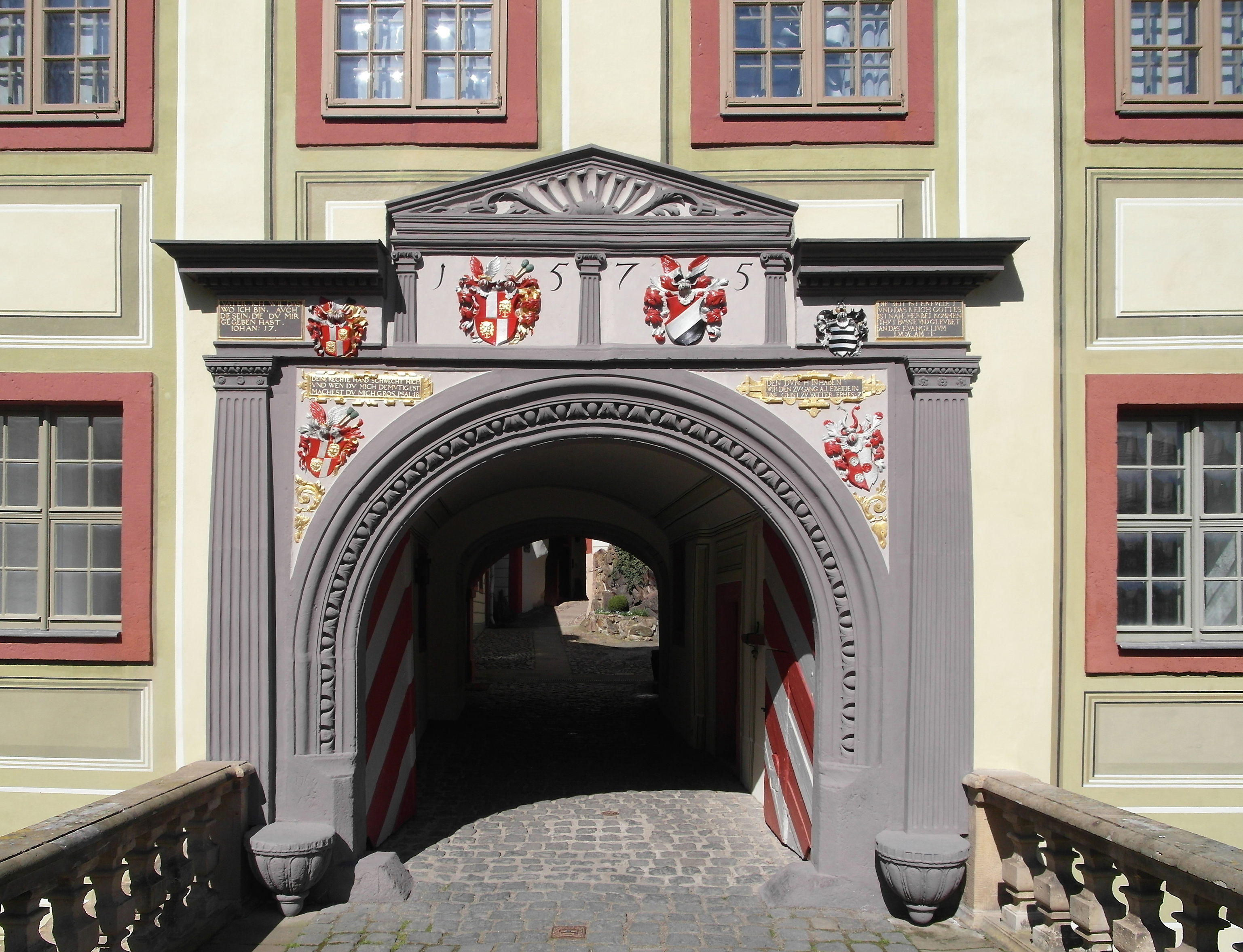
Portal von Wappen
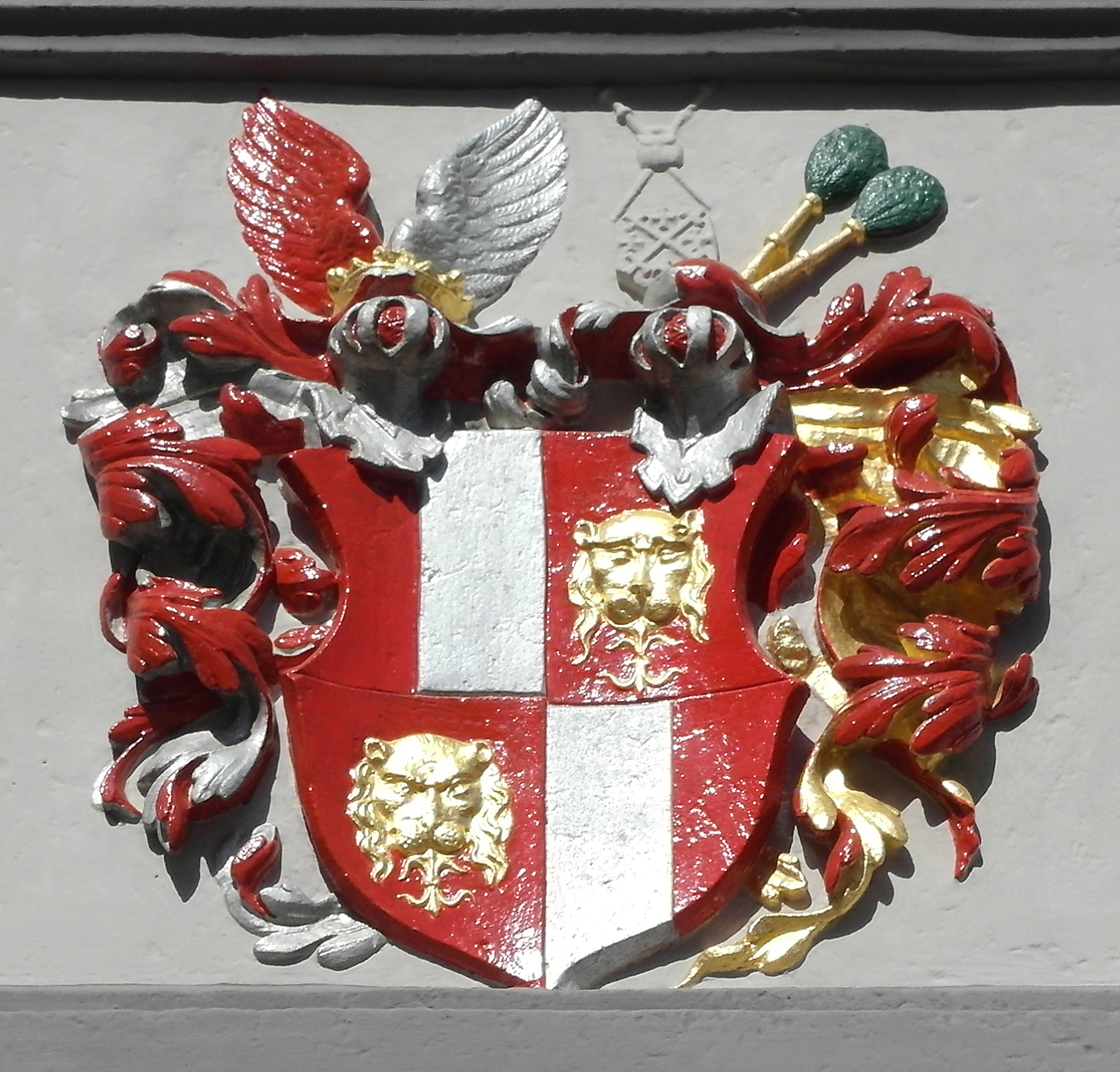
Wappen Rudolf II. von Bünau
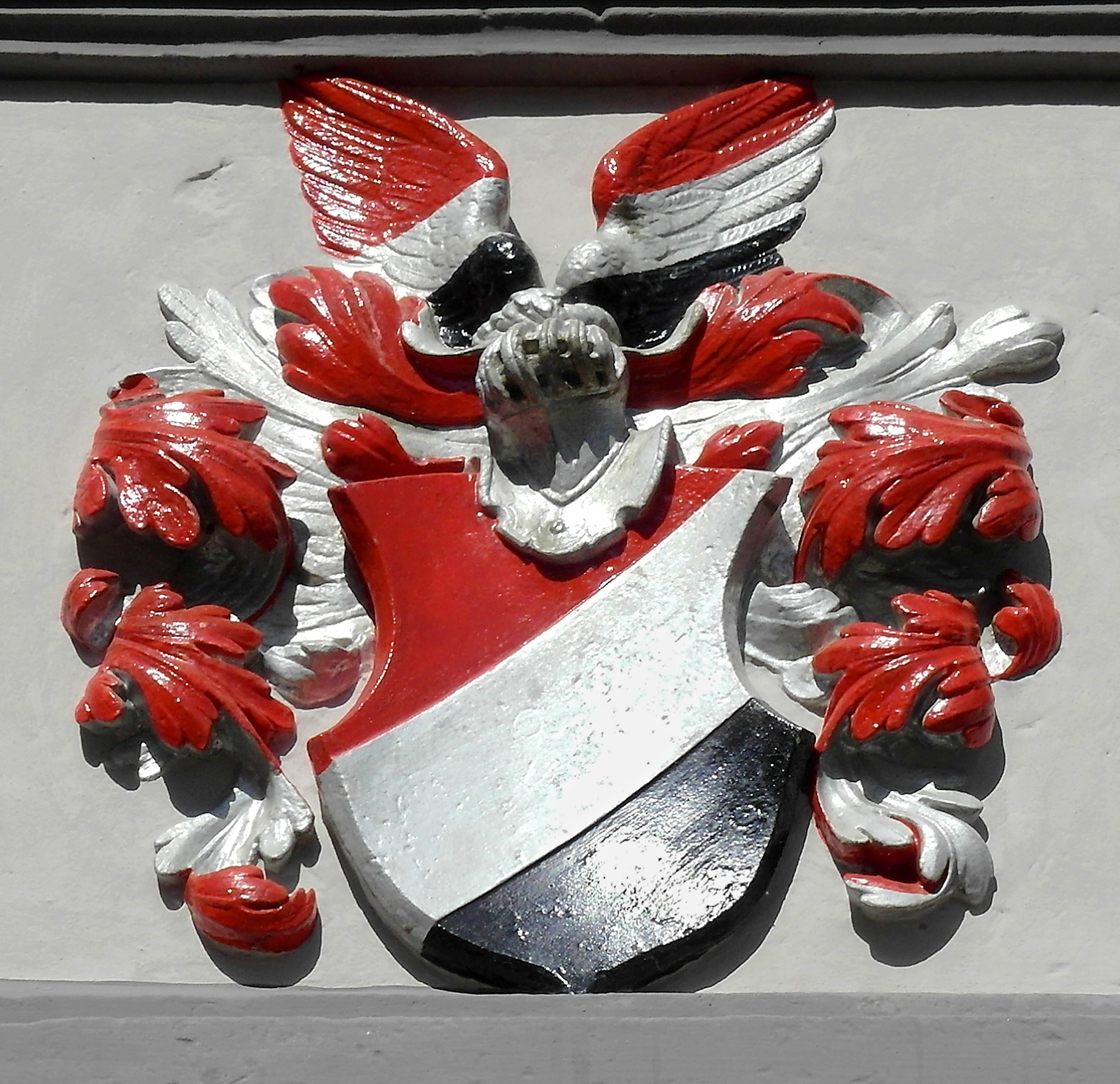
Wappen Elisabeth von Starschedel
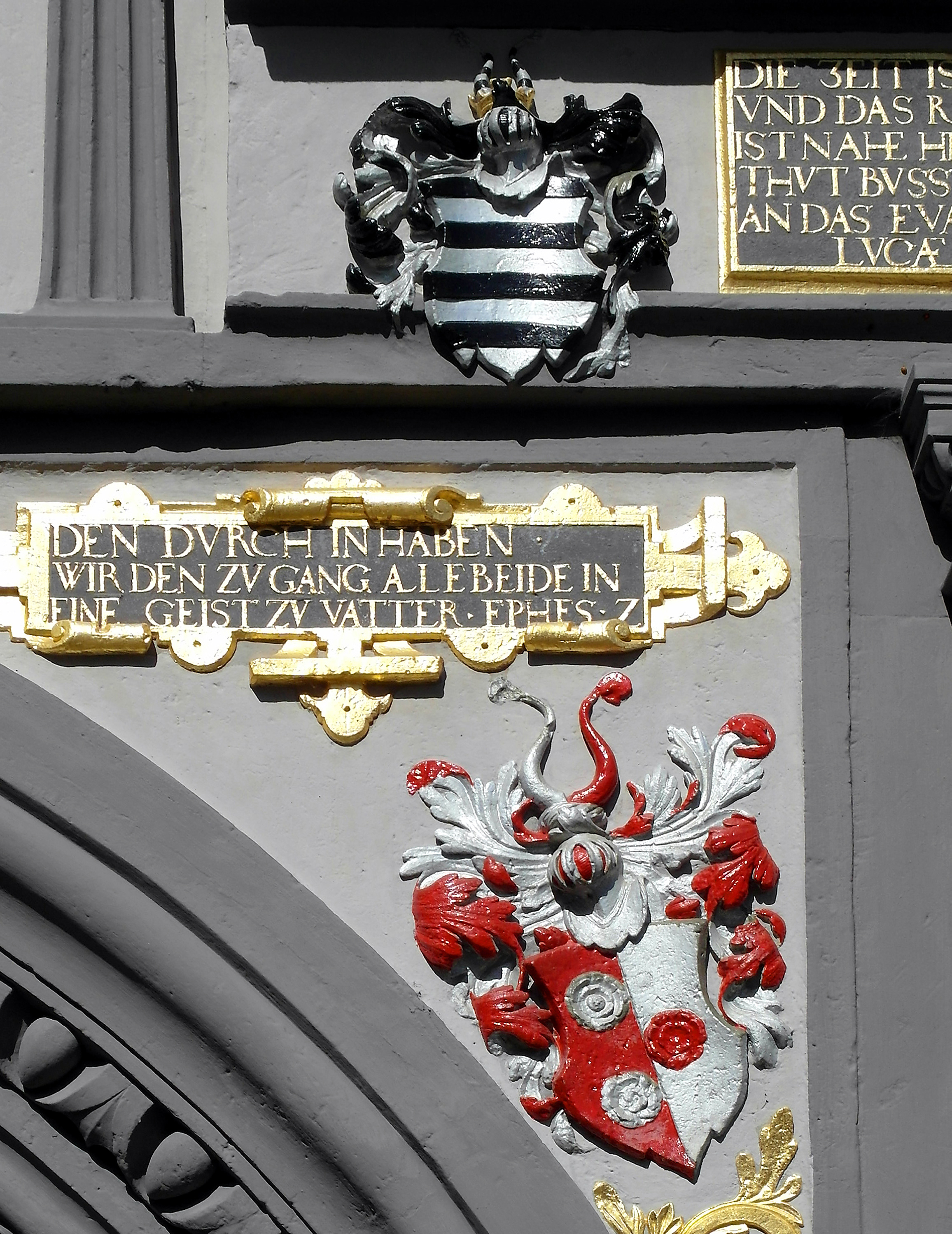
Wapen M. Miltitz, Ch. Schleinitz
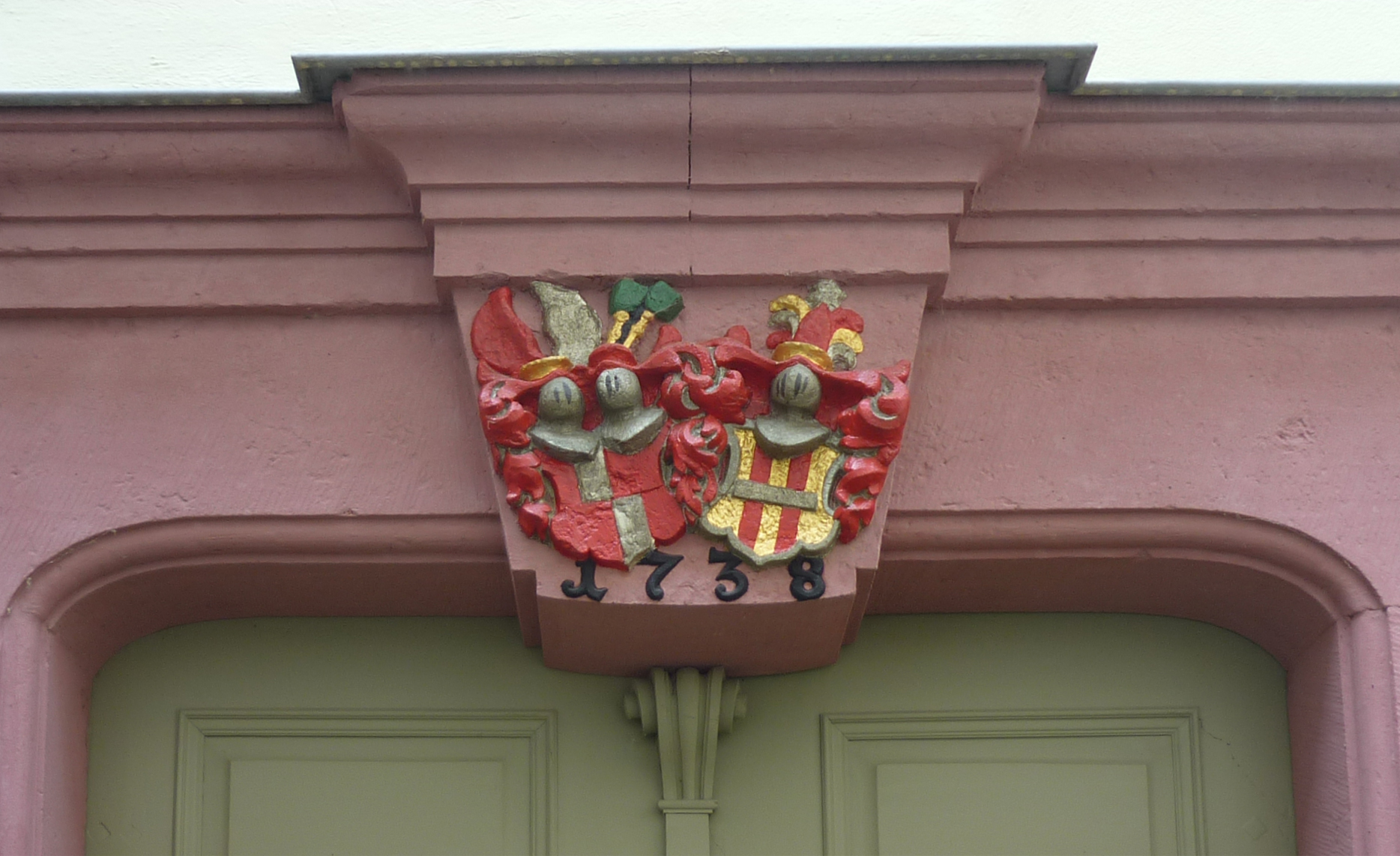
Wappen Henrica Vitzthum von Eckstädt (R)

### Baugeschichte
Das Schloss ist ein achtstöckiges Bauwerk. Die Besonderheit besteht darin, dass es zu einem großen Teil von oben nach unten gebaut worden ist. Dadurch befinden sich zum Beispiel die alten Kellerräume im fünften und die Pferdeställe im vierten Geschoss.
Der Turm scheint zum ältesten Teil des Schlosses zu gehören. Er wurde wahrscheinlich im 12. Jh. erbaut. Zieht man alte Bilder wie zum Beispiel das Gemälde im Treppenhaus des Schlosses aus dem 17. Jh. zum Vergleich heran, ist festzustellen, dass der Turm ursprünglich nicht so hoch wie heute war. Der ursprünglich als Warte an der Heer- und Handelsstraße dienende Turm wurde später durch Wohn- und Wirtschaftsräume ergänzt. So entstand im sechsten Stock ein „Gerichtssaal“ (der sog. „Speisesaal der Burggrafen“) und darunter ein Keller. Vom Gerichtssaal gelangt man in die „Folterkammer“ und einige Stufen weiter in den siebenten Stock zum „Mönchsgang“. Während der Herrschaftszeit von Rudolf II. und Heinrich II. von Bünau wurden hier im 15./16. Jh. der „Steinerne Saal“ und der „Billardsaal“ eingerichtet, das heute bis auf die Grundmauern zerstört ist.
Mit der Gründung der Schlosskapelle 1504 im sechsten Stock durch Rudolf II. von Bünau wurde der Burghof nach Südwesten abgeschlossen. 1738 wurde die Kapelle abgetragen und eine neue „Hauskirche“ gebaut, die am 23. Juli 1741 geweiht wurde. Lange Zeit galt George Bähr als Schöpfer der neuen Kirche. Heute geht man aber davon aus, dass die Entwürfe von einem seiner Schüler, dem Baumeister Johann George Schmidt (1707 bis 1774) stammen. Die Kosten für den Umbau betrugen 4.177 Taler, 5 Groschen und 6 Pfennige.
Ende des 16. und Anfang des 17. Jahrhunderts wurde der neue Teil des Schlosses im Süden und Südosten an den Felsen gebaut. Nach den Verwüstungen durch die Schweden 1639 ließ Rudolf IV. von Bünau eine Reihe von Restaurierungsarbeiten durchführen, unter anderen auch die Ausbesserung des sog. „Ledertapetensaals“. Nachdem Rudolf V. aus der jüngeren Lauensteiner Linie der Familie von Bünau das Schloss von seiner Frau Henrica Helena für 100.000 Rheinische Gulden übernommen hatte, erfolgten umfangreiche Erneuerungen und Renovierungen auf dem Schloss. Am Ende des Schlossparks auf einer Anhöhe wurde um 1750 ein Belvedere errichtet. Heute sind vom Gebäude nur noch dessen Grundmauern erhalten.
Die umfangreichsten Erneuerungen verdankt das Schloss der Familie von Uckermann. Zunächst wurde das Hauptportal gründlich erneuert und 1781 die alte Holzbrücke durch eine Steinbrücke ersetzt. Südlich des Schlosses entstand in der Müglitzschleife ein barocker Schlossgarten und darin am Fuße des Felsens das sogenannte „Badezimmer“.
Der König Johan von Sachsen veranlasste 1861 die Erneuerung der Sandsteinbrücke, die beide Teile des Parks miteinander verbindet. Im selben Jahr schuf der Bildhauer Wolf von Hoyer für den Park im Auftrag des Königs die Marmorstatue der römischen Göttin Flora. Die Göttin der Blumen und des Blühens trägt einen Rosenkranz im Haar. Still reicht sie dem Betrachter eine Rose aus ihrem Bouquet.
Mit der Übernahme des Schlosses durch die Wettiner im 19. Jahrhundert wurden die Raumfluchten neu gegliedert, so dass sie den neuen, aufwendigeren Nutzungsanforderungen entsprachen. In den 1850er und 1860er Jahren wurden verschiedene Räume neuen Nutzungen zugeführt und teilweise neu ausgestattet. Dabei blieben die historisch wertvollen Tapeten im Ledertapetensaal (farbig bemalte Goldledertapete um 1720), im Vogeltapetenzimmer (farbig bemalte Papiertapete mit ostasiatischem Dekor und exotischen Vögeln um 1780) und im Chinesischen Salon (Tapete mit chinosien Motiven um 1814) erhalten. Die Ausstattung der Zimmer wechselte mit den häufig anreisenden Gästen. Die repräsentative Empfangssituation im Bereich der herrschaftlichen Wohnetage entstand zwei Jahre nach der Thronbesteigung des Königs Johann von Sachsen 1854 in Anlehnung an die Raumgestaltungen durch Gottfried Semper im Stil der Neorenaissance. Die Innendekoration war dem gelehrten Regenten gewidmet.

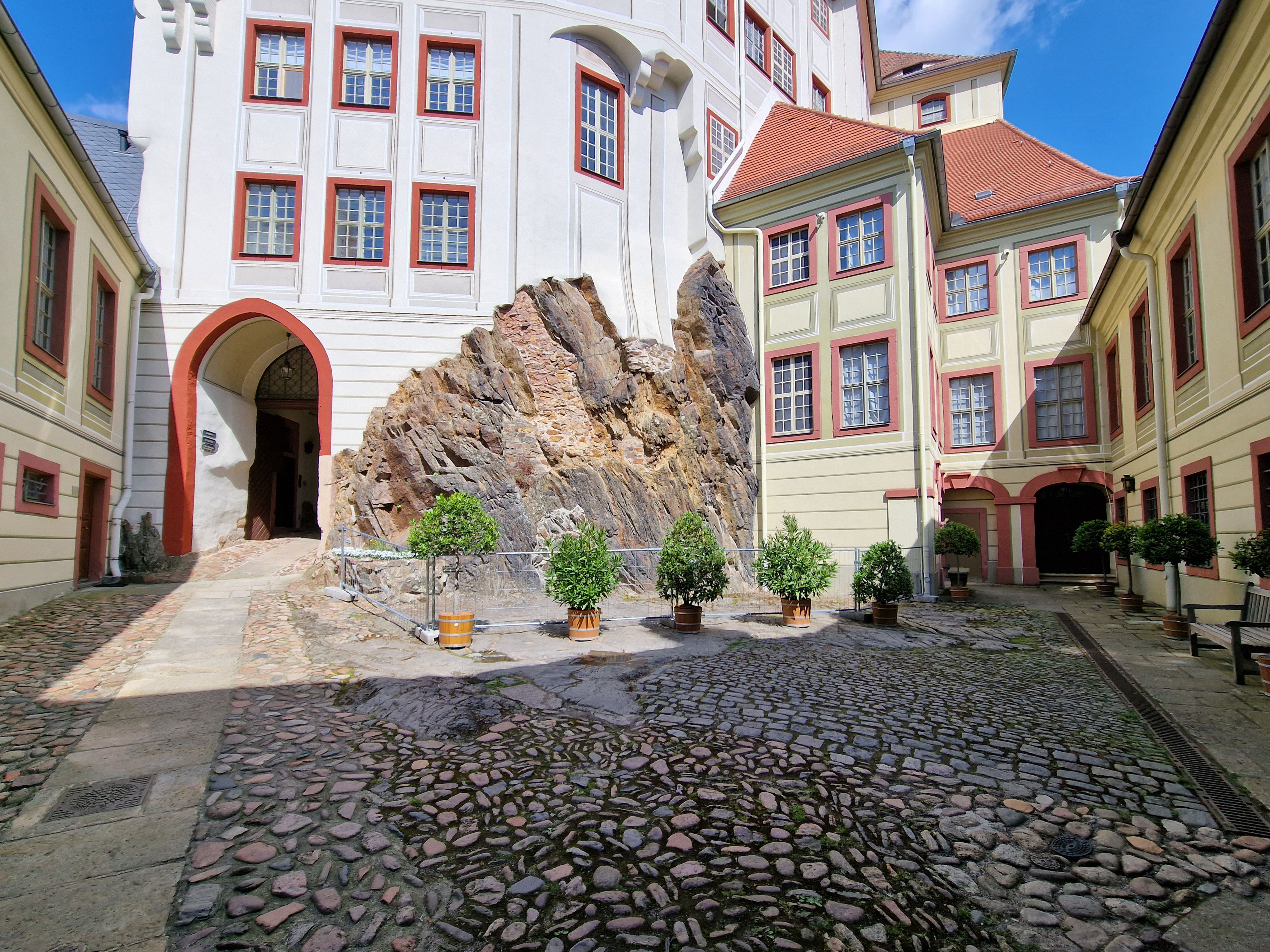
Erster Schlosshof mit dem teilweise anstehenden Felsgestein
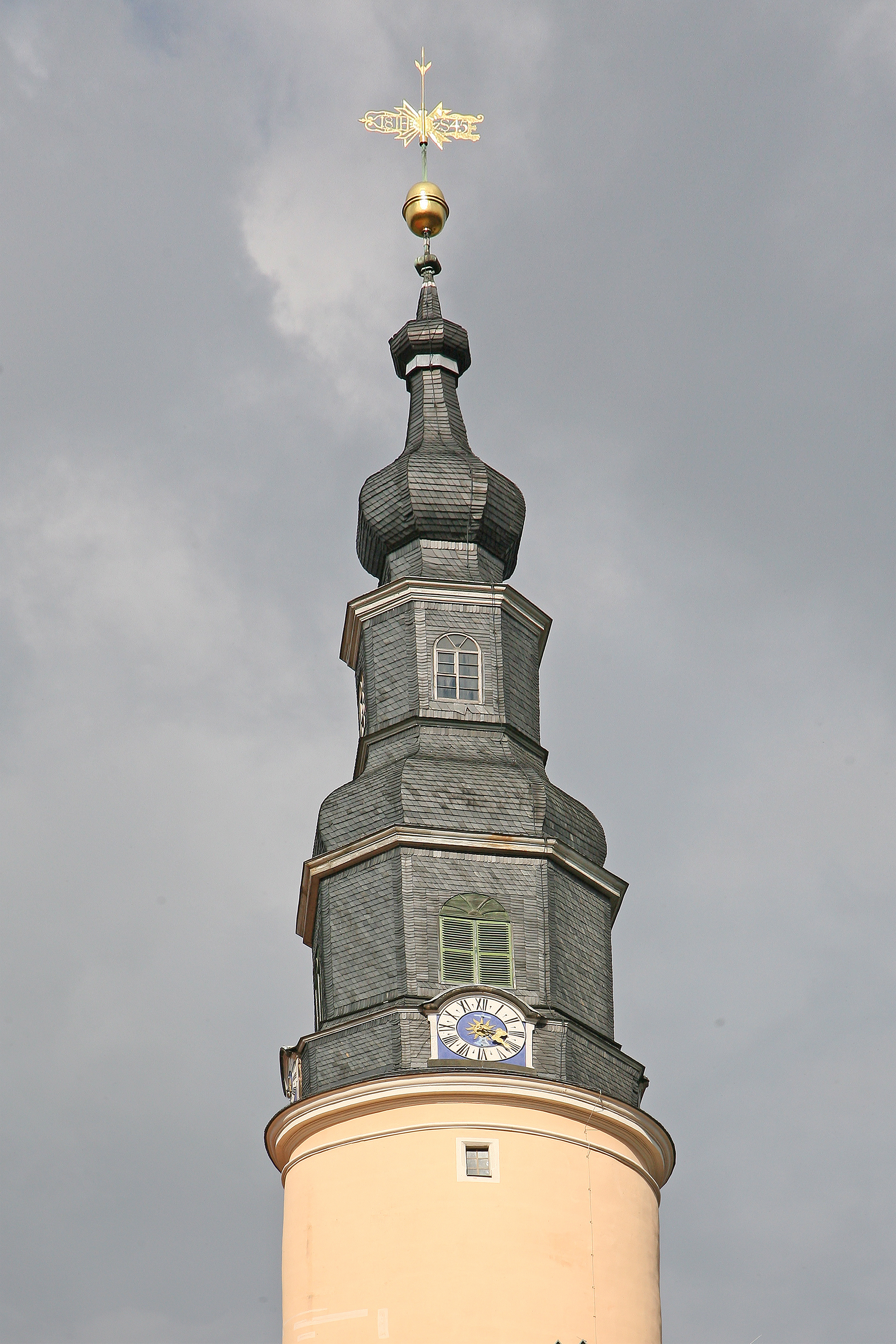
Blick auf die Spitze des Schlossturms, des wohl ältesten Teils des Schlosses
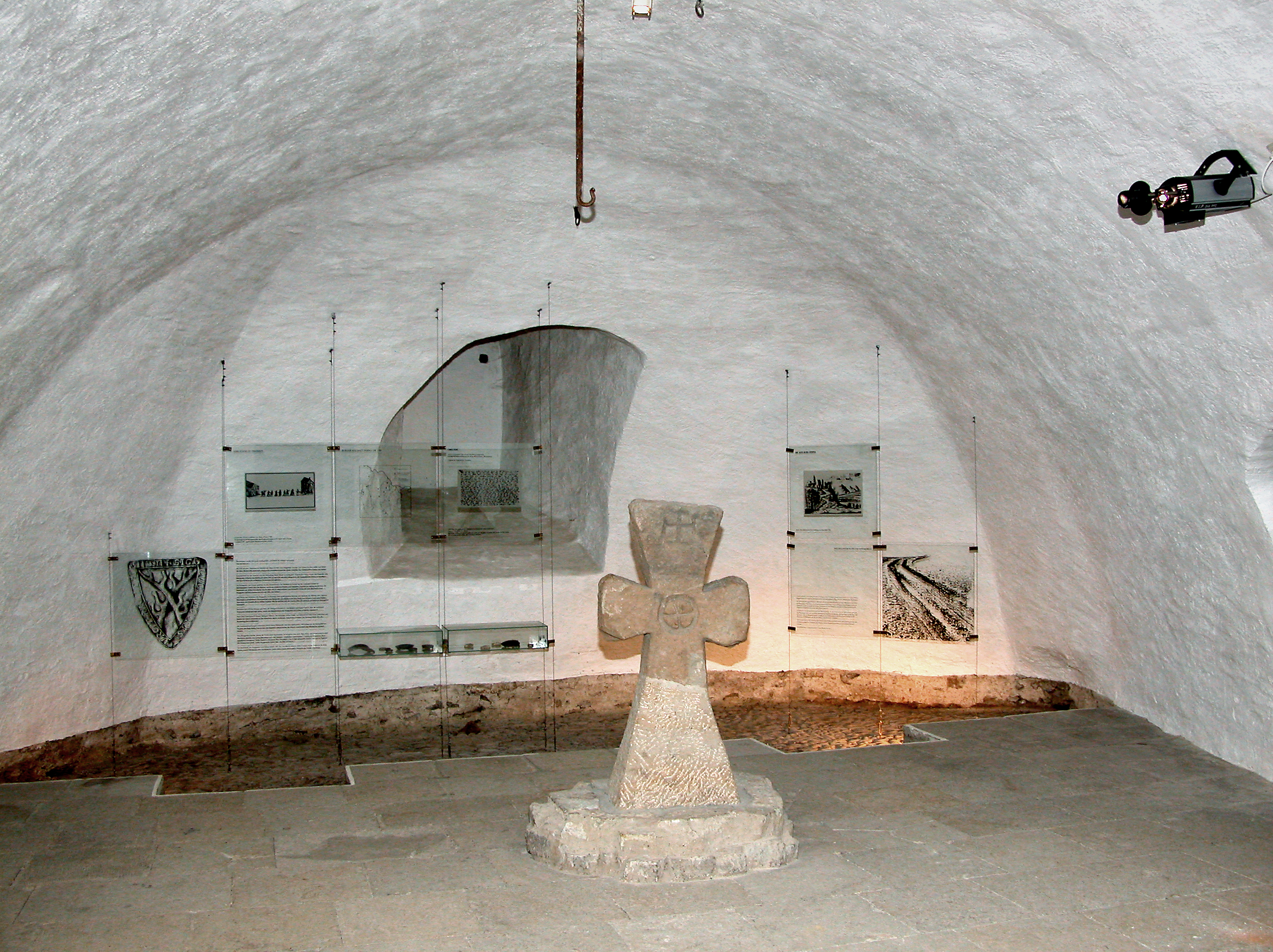
Steinkreuz in der unteren Burgetage (Kellergewölbe) in Erinnerung an die Dohnaische Fehde
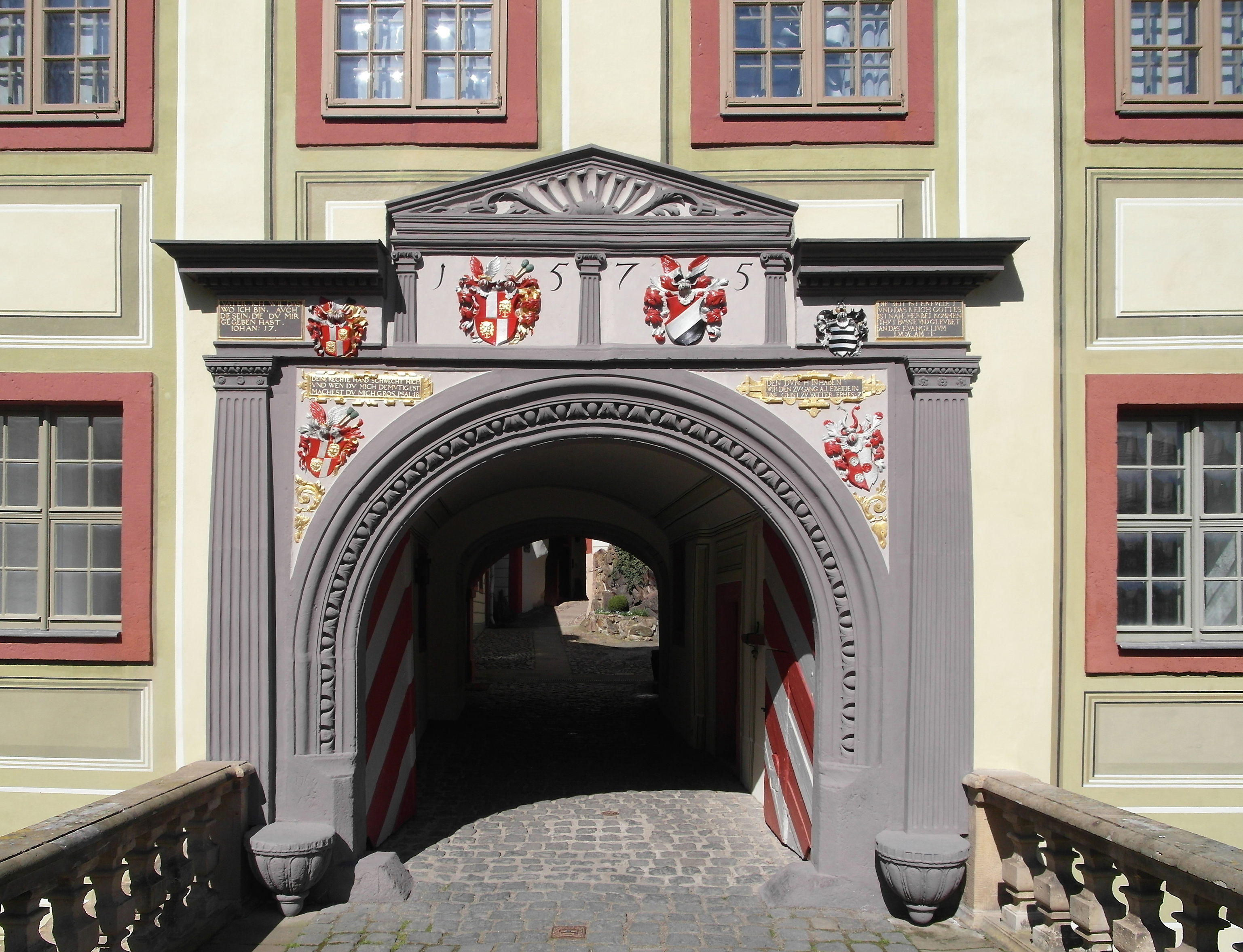
Portal von 1575 mit dem Wappen der Herren von Bünau am Torhaus
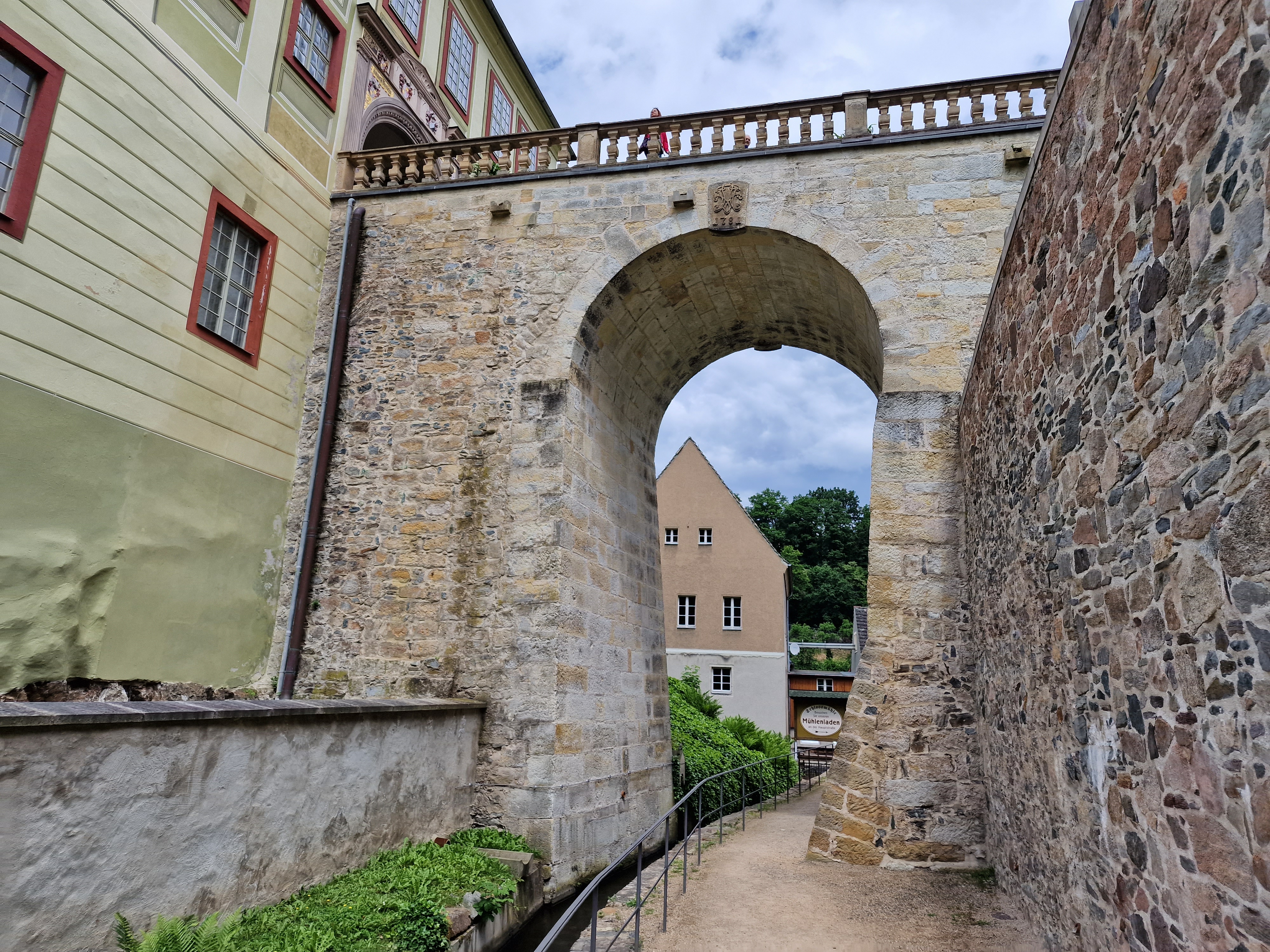
Steinbrücke von 1781
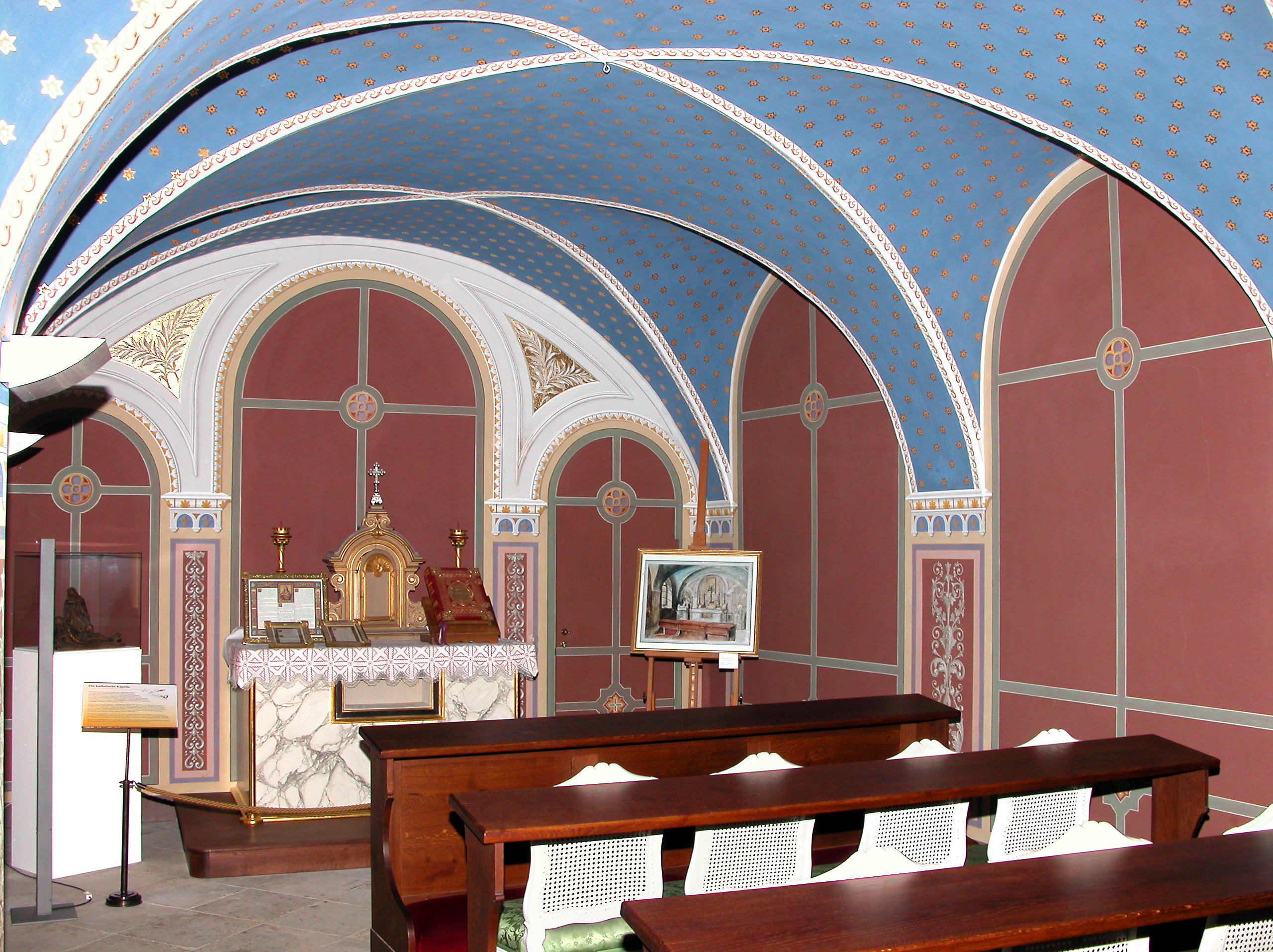
Katholische Schlosskapelle
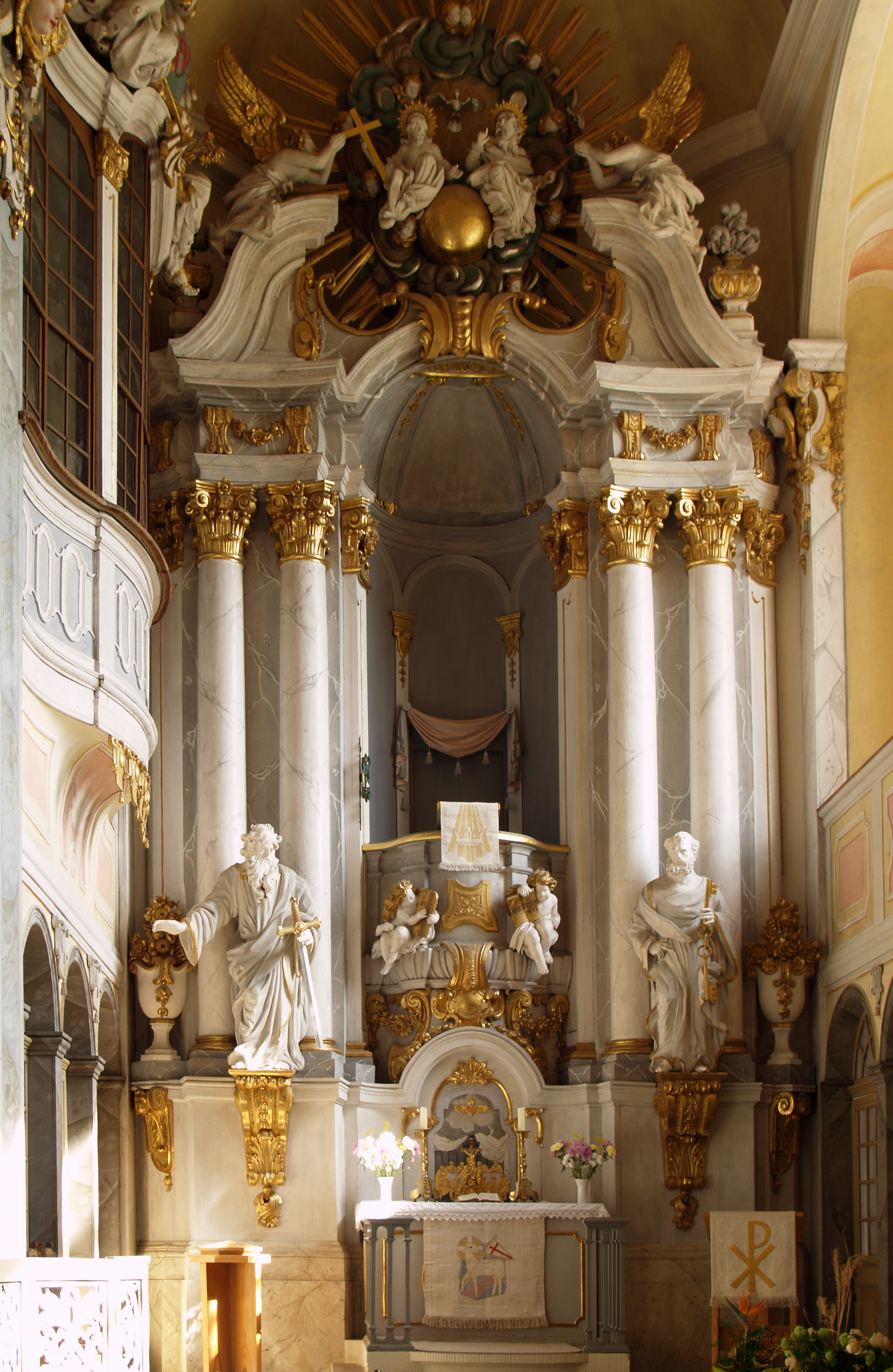
Altar der barocken Schlosskapelle von 1738/41
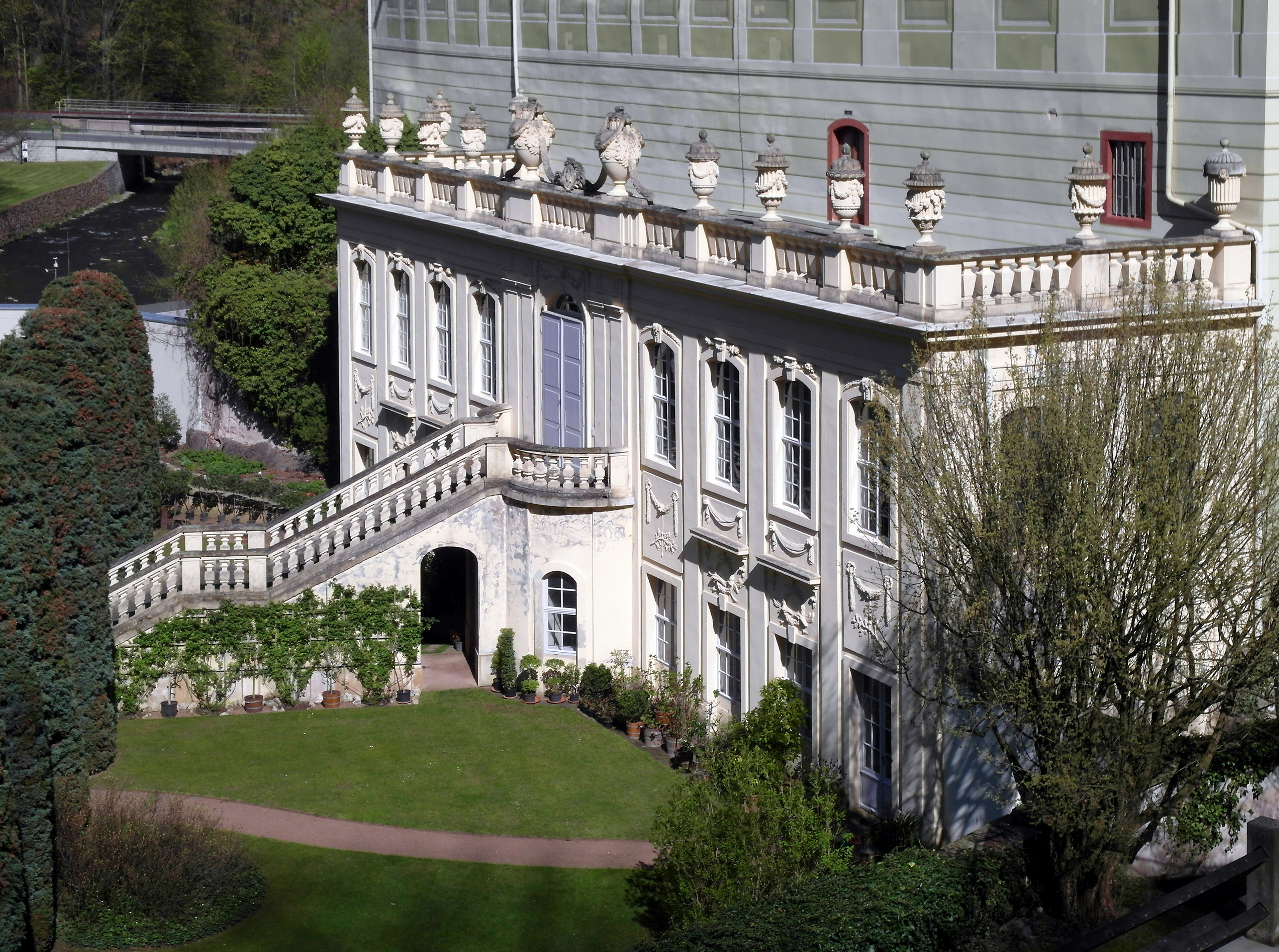
Klassizistischer Anbau des Wintergartens

## Heutige Nutzung
Schloss Weesenstein untersteht dem Staatsbetrieb Staatliche Schlösser, Burgen und Gärten Sachsen. Das Schlossmuseum lädt zu einer Zeitreise durch die Schlossgeschichte ein und wartet unter anderem mit fürstlichen Wohnräumen des 18./19. Jahrhunderts samt Interieur und wertvollen Tapeten – so einer Mechelner Goldledertapete aus dem 18. Jahrhundert – auf.
Hervorzuhebende kulturelle Ereignisse auf Schloss Weesenstein sind die Schlosskapellkonzerte, thematische Sonderführungen, Theaterabende. Neben der musealen Nutzung des Schlosses bieten sich die Räumlichkeiten für private Feste (zum Beispiel Hochzeiten, Firmenevents) und für eine gastronomische und kulturelle Nutzung an.
Nachdem 1863 die Brauerei stillgelegt und zur Königlichen Schlossküche umgebaut wurde, begannen in den 1990er Jahren die Arbeiten zur Wiedererweckung der Brauerei am historischen Ort. Heute ist der Brauhof (der immerhin auf eine 500-jährige Geschichte zurückblicken kann) mit der Königlichen Schlossküche, der Schlossbrauerei und Veranstaltungsräumen kulinarischer und kultureller Mittelpunkt des Schlossensembles.
Mehr als zwei Jahrzehnte hat sich der Schauspieler Rolf Hoppe (1930–2018) mit seinem privaten Theater auf Schloss Weesenstein kulturell engagiert. So zeigte Hoppe dort im November 2006 zusammen mit Heinz Rudolf Kunze das Programm Sachsophonie.

### Besucherzahlen
- 2011: 62.648[5]
- 2019: 47.700[6]
- 2021: 16.564[7]
- 2022: 32.932[8]

## Galerie

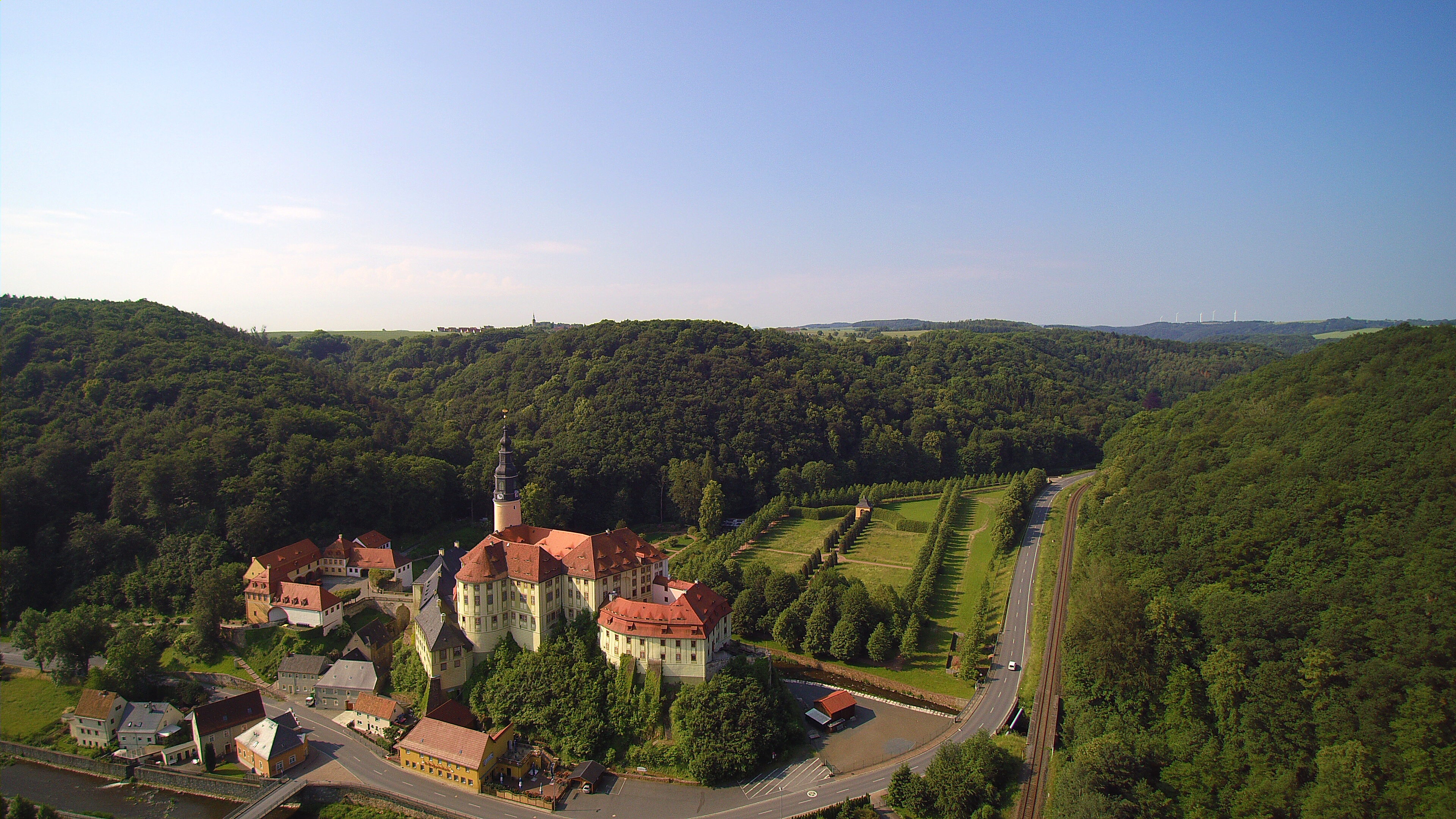
Gesamtansicht mit Vorhof und Schlosspark
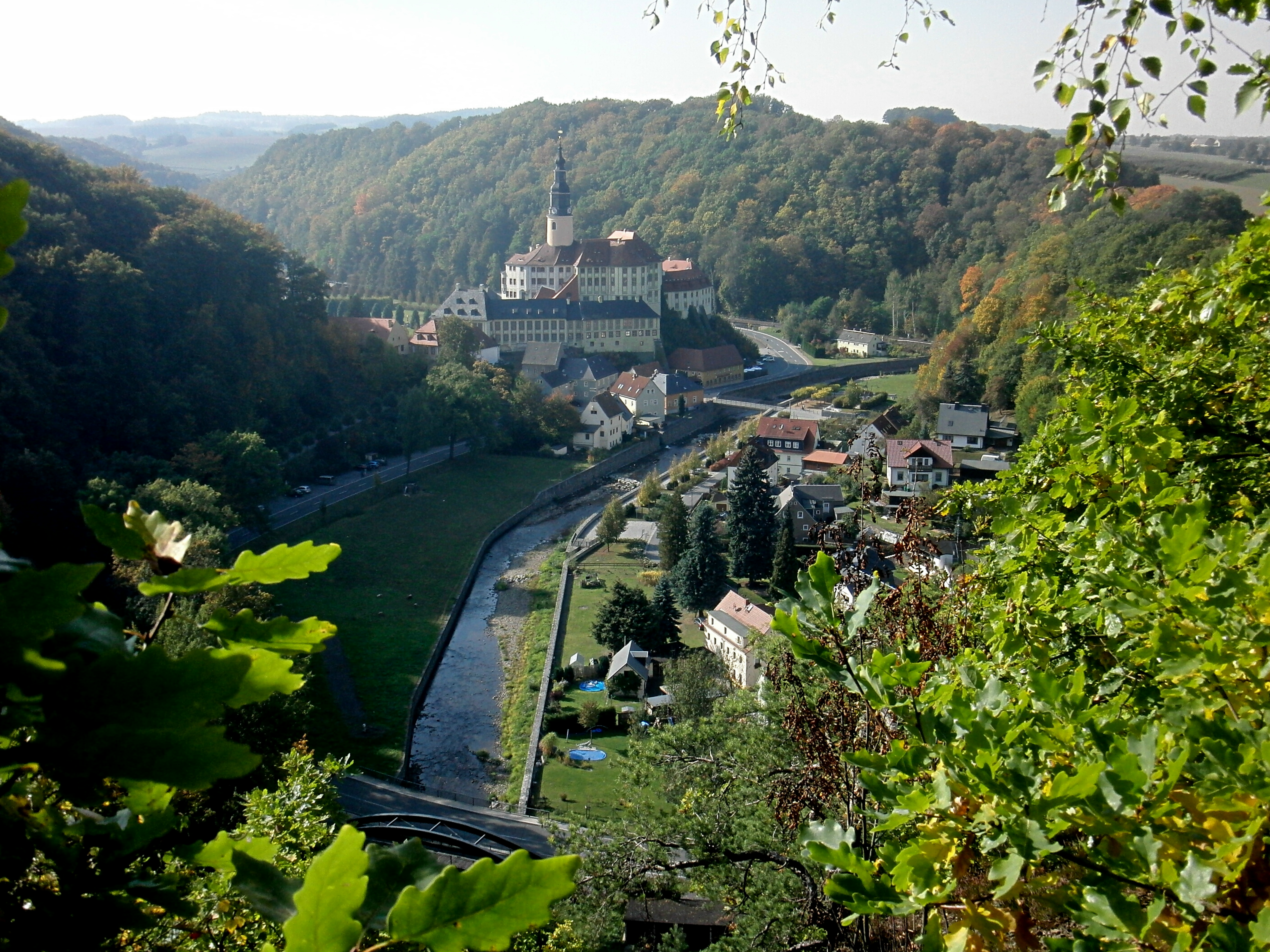
Blick vom Belvedere Weesenstein zum Schloss
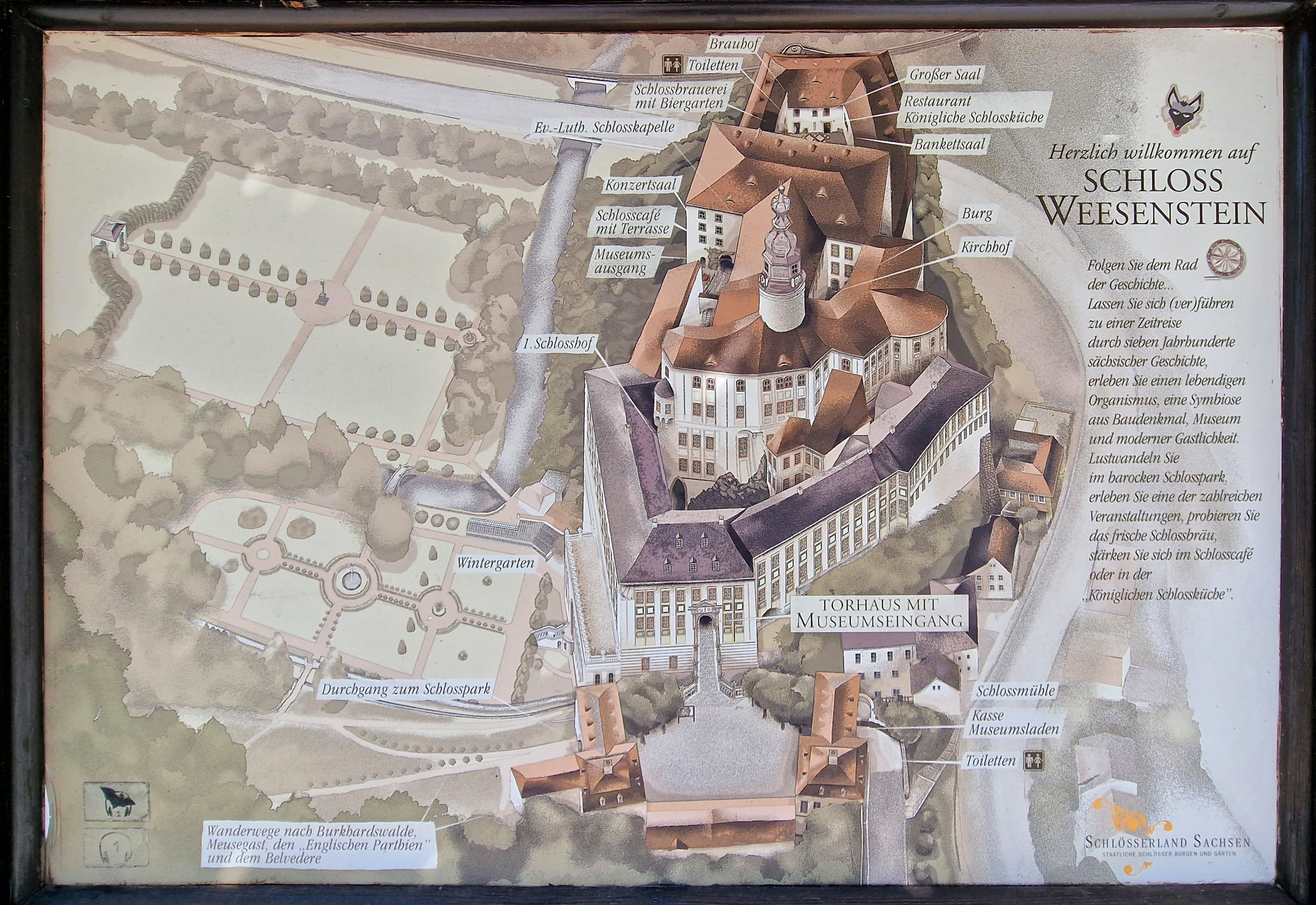
Informationstafel über die heutigen Bereiche des Schlosses samt Schlosspark
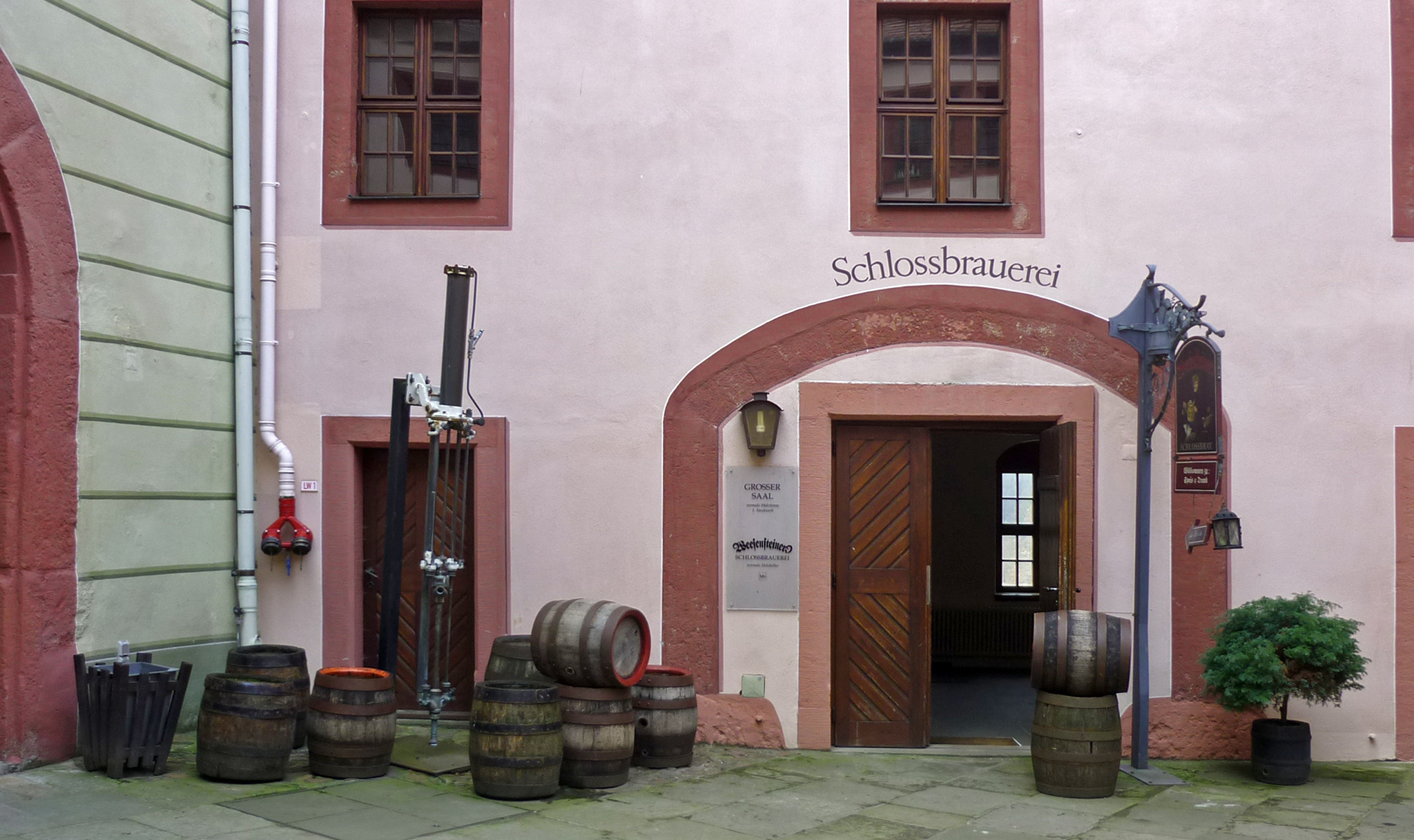
Schlossbrauerei im Brauhof
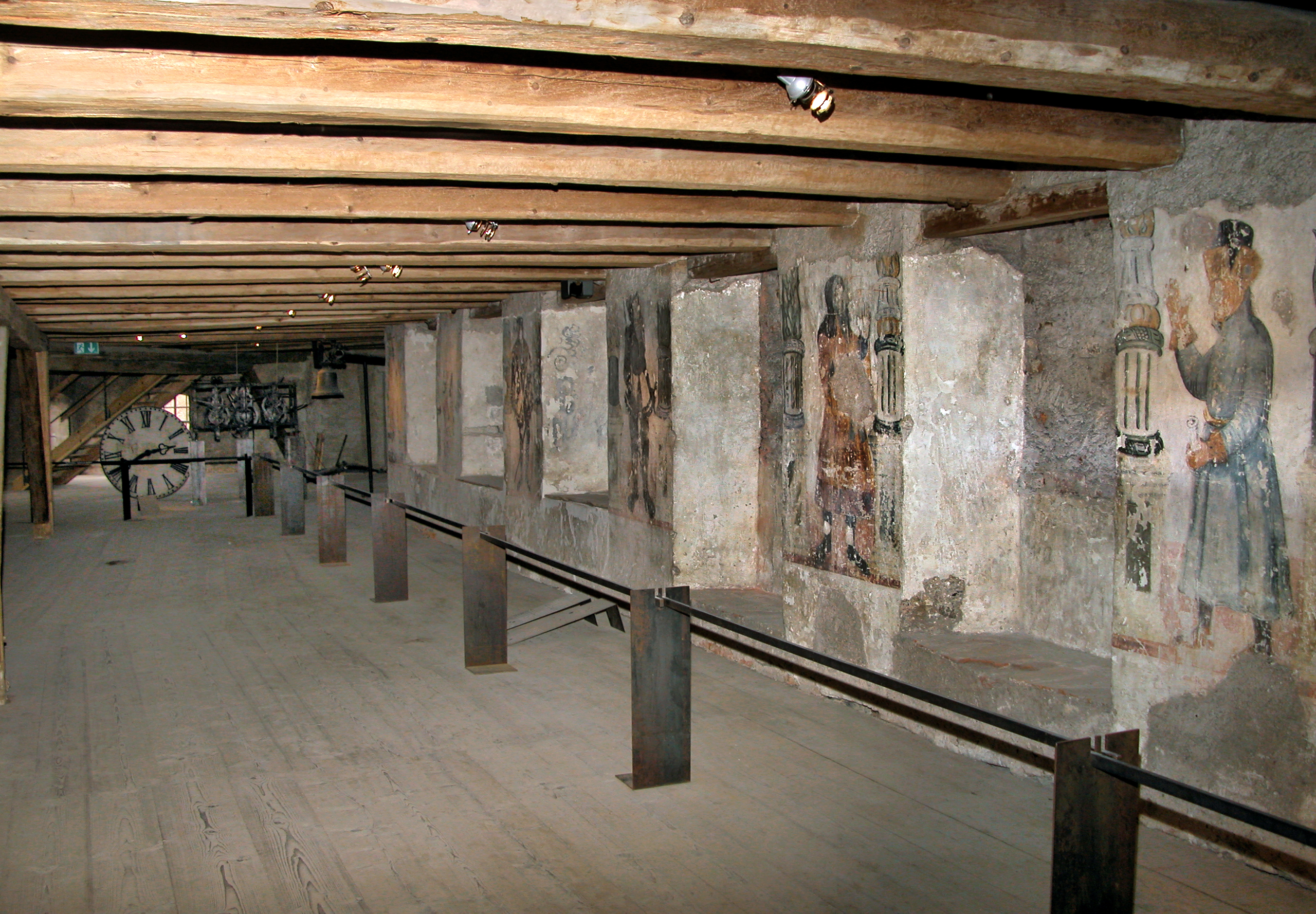
Mönchsboden (ehemaliger Festsaal des ausgehenden Mittelalters) mit Wandmalereien aus der Zeit um 1540
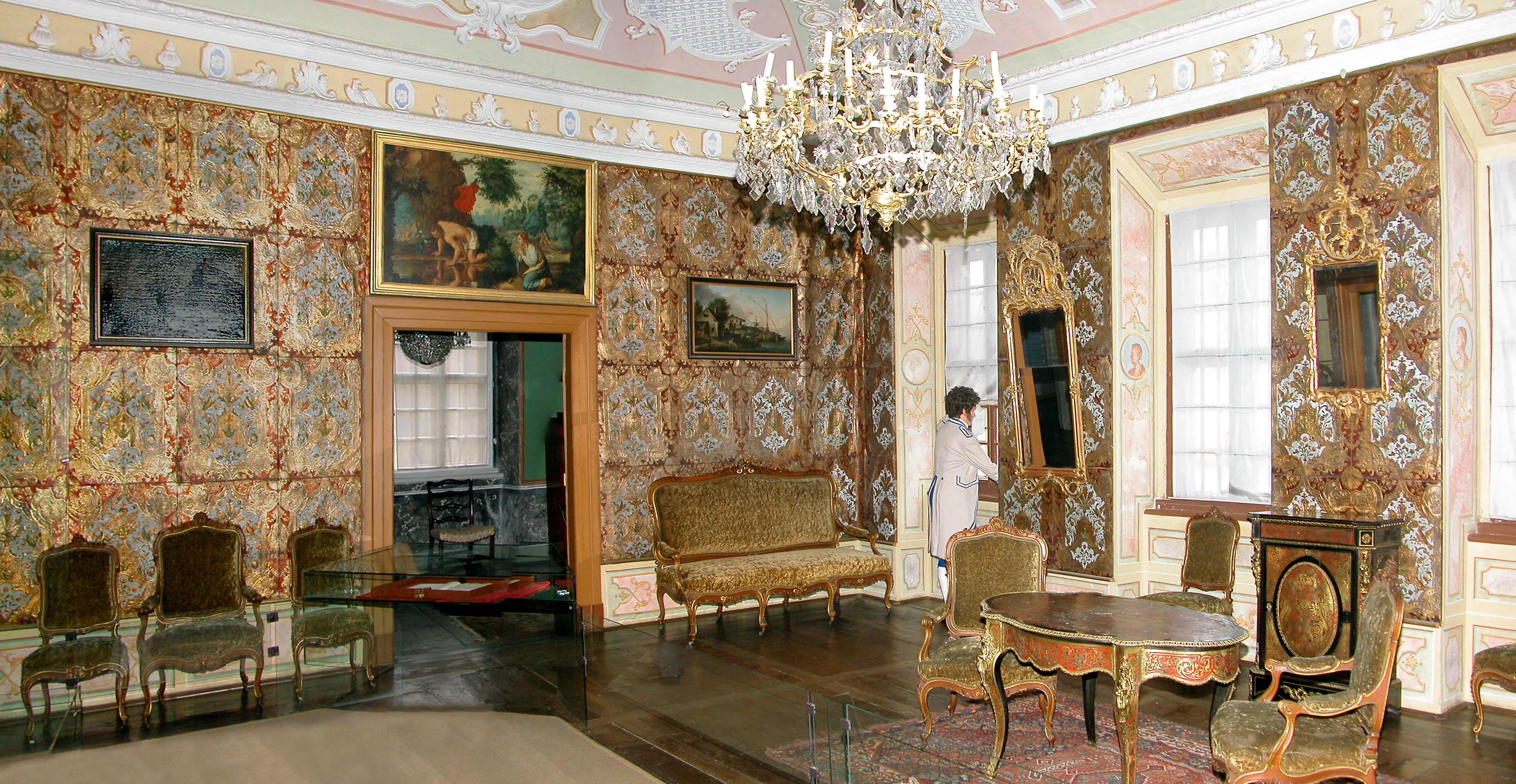
Ledertapetensaal
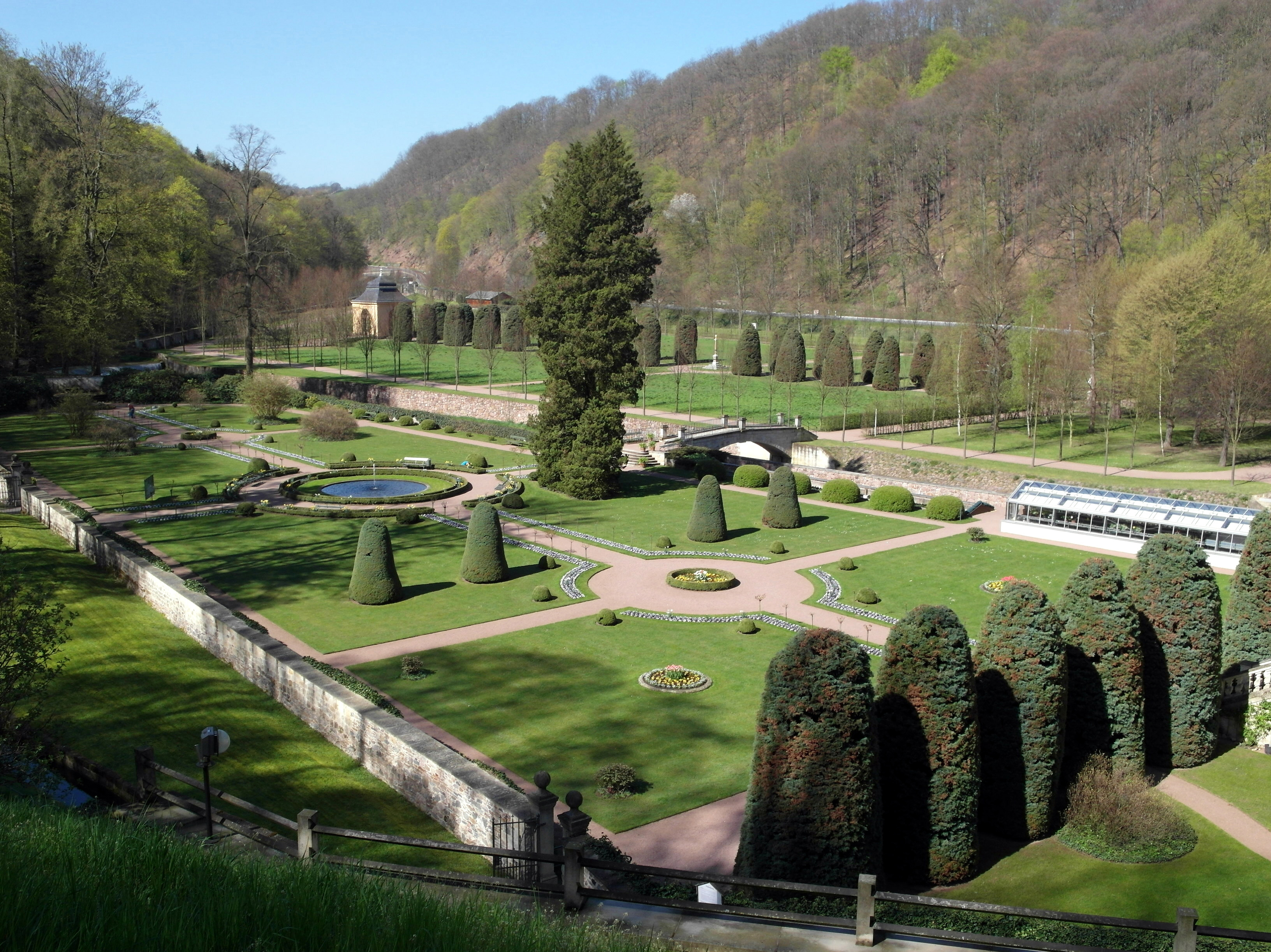
Blick über den Schlosspark
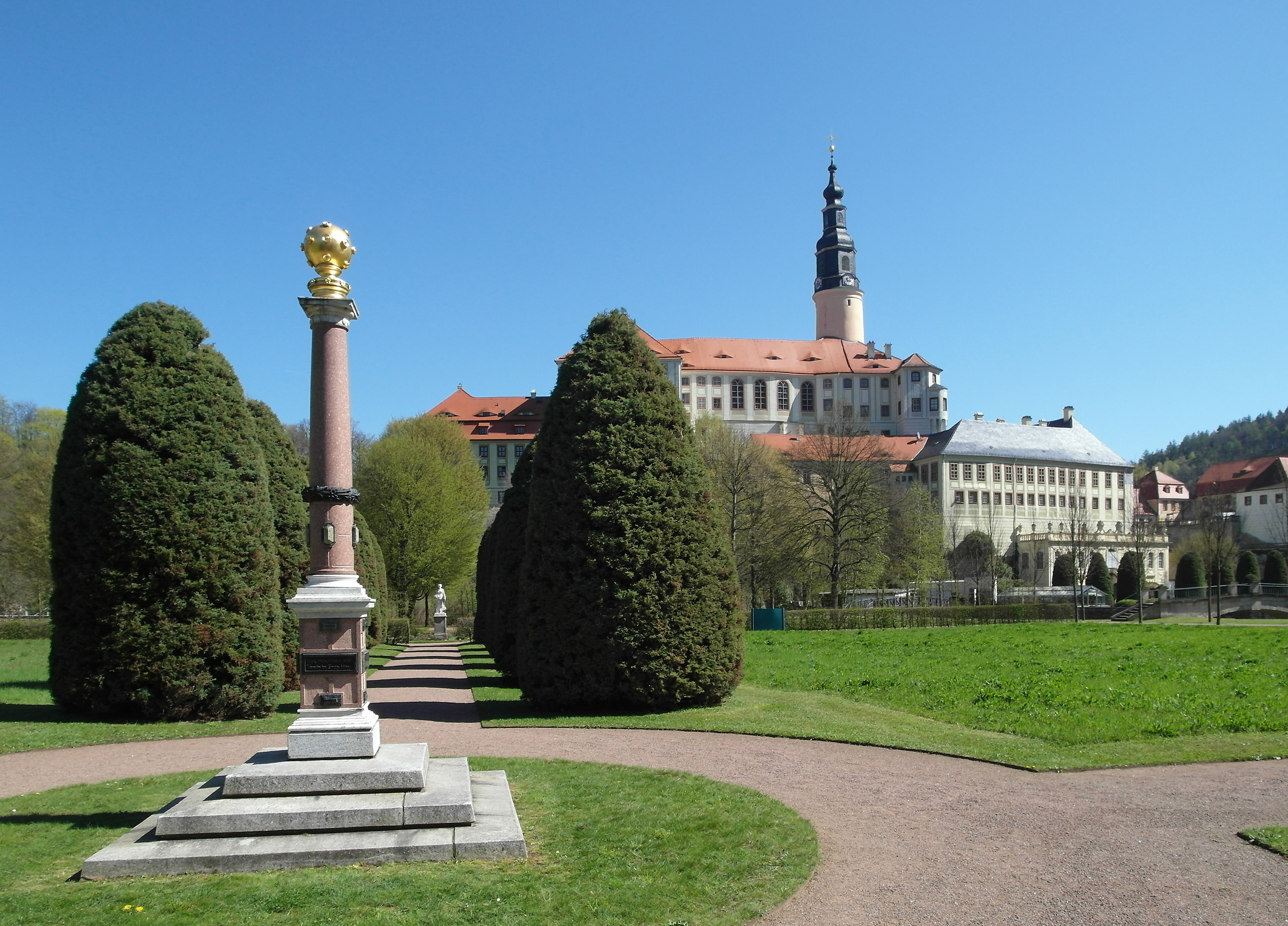
Blick vom Schlosspark zum Schloss